# システィーナ礼拝堂天井画

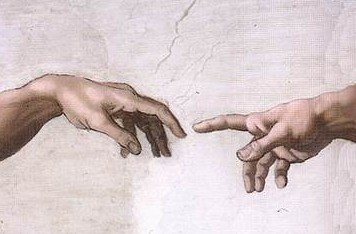
『アダムの創造』の部分。父なる神の手がアダムに生命を吹き込む図像。

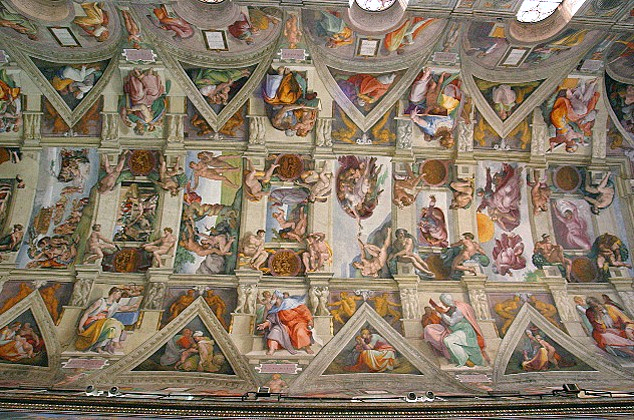
システィーナ礼拝堂天井画

建築モティーフの一覧

システィーナ礼拝堂天井画（システィーナれいはいどうてんじょうが、伊: Volta della Cappella Sistina）は、バチカン市国のバチカン宮殿内に建てられたシスティーナ礼拝堂の天井に、ミケランジェロ・ブオナローティによって描かれた絵画作品である。盛期ルネサンスを代表する芸術作品の一つであるこの天井画は、1508年から1512年にかけて制作された。天井画がある壮大なシスティーナ礼拝堂は、1477年から1480年にかけて、教皇シクストゥス4世によってバチカン宮殿内に建造されたものである。
さまざまな主題を含むこの天井画は、祭壇壁の『最後の審判』の巨大なフレスコ画（これもミケランジェロ作）や、他の画家たちによって制作されたフレスコ壁画、ラファエロの原画によるタペストリー群などとともに、システィーナ礼拝堂全体の装飾計画の一部をなすものであり、これらは全体として、カトリック教会の教義を絵画化したものである。
天井の装飾の中心をなすのは、『創世記』に取材した9つの場面であり、中でも『アダムの創造』が著名である。父なる神の指とアダムの指とが触れ合おうとする場面は、レオナルド・ダ・ヴィンチの『モナ・リザ』と並んでよく知られた画像である。

## 歴史

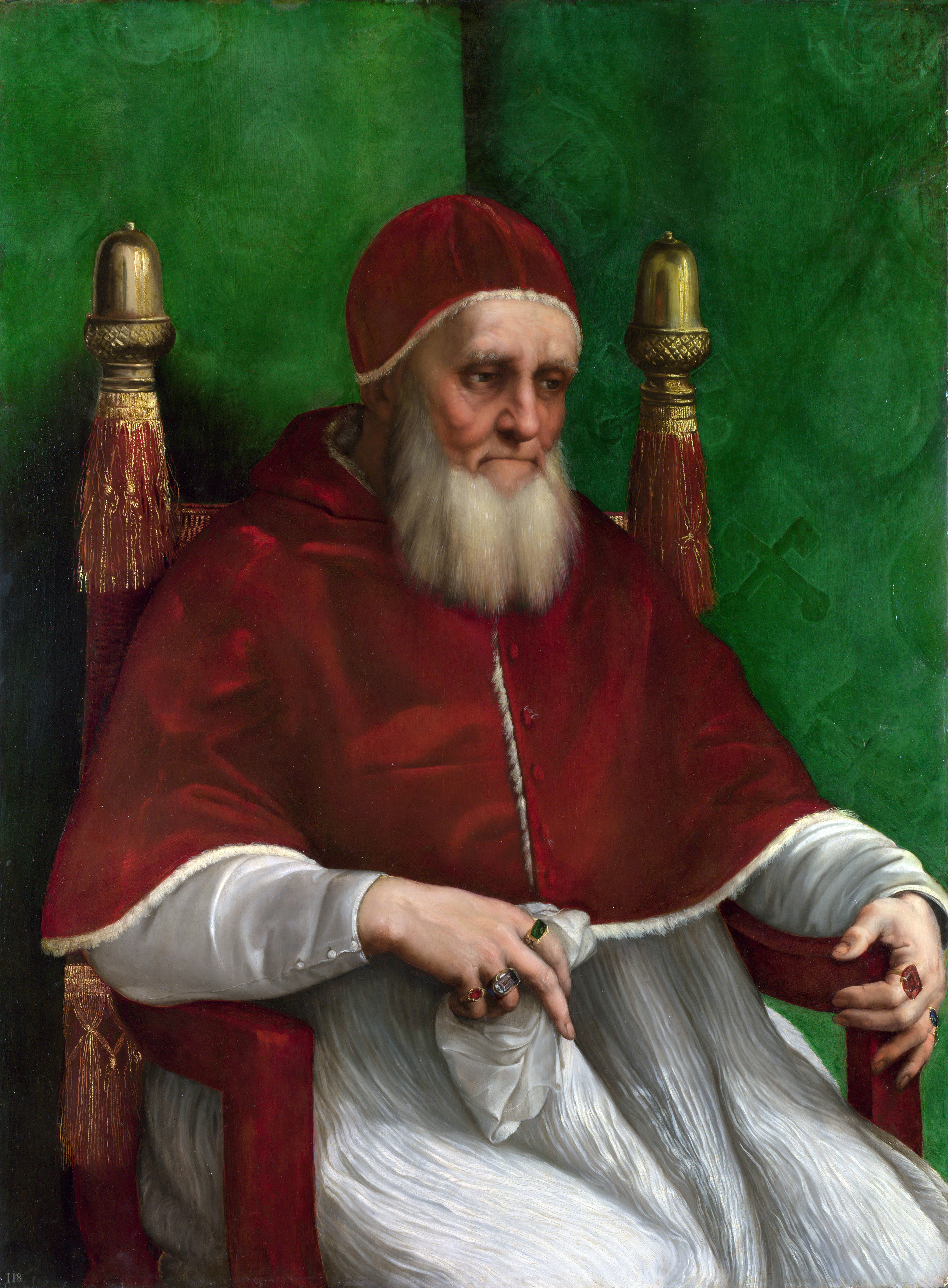
『教皇ユリウス2世の肖像』（ラファエロ・サンツィオ作）

1506年、教皇ユリウス2世は、システィーナ礼拝堂の天井を絵画で装飾する計画を立てた。当時、礼拝堂側壁の中段には、「キリスト伝」「モーセ伝」を表した一連の壁画群がすでに描かれていた。
これらの壁画は、ペルジーノ、ボッティチェッリ、ギルランダイオら、当時もっとも高名だったルネサンス期の画家たちによって制作されたものであった。ミケランジェロは、天井画の制作を命じられたものの、自分の本職は画家ではなく彫刻家であると自認していたので、この仕事には気乗りがしなかった。それに加え、当時のミケランジェロは、ほかならぬ教皇ユリウス2世自身の墓碑（霊廟）制作の仕事に忙しかった。その墓碑は、数多くの彫像で飾られた、壮大な規模のものであった。しかし、教皇は何としてもミケランジェロにこの天井画を描かせようとして譲らず、ミケランジェロには仕事を引き受ける以外の選択肢はなかったのである。その後、フランスとの紛争が発生すると、教会だけでなく軍事面の指導者でもあったユリウス2世の心は、天井画よりも戦争の方に向かったので、その隙にミケランジェロはローマから逃亡し、墓碑彫刻の仕事を再開したのであった。しかし1508年、紛争に勝利した教皇がローマに戻ってきてミケランジェロを呼び出し、天井画の制作を始めるように命じたため、墓碑彫刻の方は完成せずじまいであった。天井画制作の契約にミケランジェロがサインしたのは1508年5月10日である。
教皇が提案した構想は、天井に十二使徒の巨大な像を描かせようというものであった。しかし、ミケランジェロはこの構想を変更し、より複雑なデザインのものにした。それは、最終的には約300人の人物像を含む天井画となり、4年の歳月をかけて1512年に完成した。ミケランジェロは、天井画を描く時、俗説のように仰向けになって描いたのではなく、立ったままで描いた。ヴァザーリによれば、「この天井画はきわめて困難な状況下で描かれたものであり、ミケランジェロは首を天井の方へ曲げたままで描かなければならなかった」とのことである。

## 制作技法
ミケランジェロは、礼拝堂の天井に手が届くように、天井画制作用の足場を自ら設計した。床面から足場を組み立てたとしたら巨大な構造物になってしまうが、ミケランジェロは側壁の窓の上あたりに穴を開け、そこから支えの腕木を出し、そこに木造の平台を載せて足場とした。天井画制作は3場面ずつ3段階に分けて行われ、足場が天井全体を覆ってしまうことはなかった。
ミケランジェロの弟子で伝記作者でもあるコンディーヴィの記録するところによると、中央の足場とその両脇の階段（ルネッタやペンデンティヴ部分を描くのに用いた）、これらを支持するための腕木と枠がまず取り付けられ、これらの下には垂れ落ちる漆喰、ごみ、顔料の飛沫などを受け止めるための軽い幕（おそらく布製）がぶら下がっていた。足場は天井の半分のみを覆っていた。

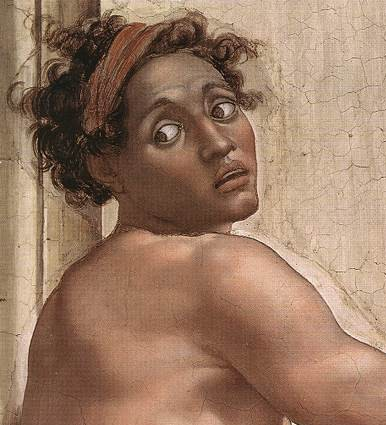
この青年裸体像の頭部と腕の周囲には1日の仕事分（ジョルナータ）の漆喰を塗った跡が明瞭である。

天井画に用いられた技法はフレスコ、すなわち、生乾きの漆喰の上に描く壁画制作技法である。ミケランジェロはギルランダイオの工房で修業中にこの技法を経験している。ギルランダイオはフィレンツェにおけるもっとも有能かつ多作なフレスコ画家の一人であり、フィレンツェ市内のいくつかの教会の重要なフレスコ画を制作したほか、システィーナ礼拝堂側壁の壁画制作にも参加している。当初、イントーナコ（上塗り漆喰）の湿り気が多すぎるためにカビが発生し、ミケランジェロはカビを除去してから制作にとりかからねばならなかった。その後彼は、助手の一人であるヤコポ・トルニ（リンダーコ）の考案した、新しい漆喰調合法を試みた。この調合法はカビを寄せ付けず、その後のイタリア建築の伝統に組み入れられるものとなった。
フレスコ画は、壁の漆喰が生乾きのうちに描き終えねばならないので、毎日、その日に新たに描く壁の面積分（ジョルナータ）だけの上塗り漆喰が塗られる。次の部分を制作する際は、縁のはみ出した漆喰を削り取った上で、その日のジョルナータ分の上塗り漆喰が塗られる。こうした制作法が用いられたことは、天井画よりも祭壇画の『最後の審判』の方でより明白に分かる。ミケランジェロがフレスコ技法を採用したのは、漆喰が完全に乾いた状態で描く（フレスコに対して「セッコ」という）技法では、フレスコ画のような自由な筆遣いがしにくいことと、フレスコの場合と違って、顔料が漆喰と一体化しないことによる。一方、フレスコの欠点は漆喰を新たに塗る際に熱くなり、蒸気を吹き出す点である。

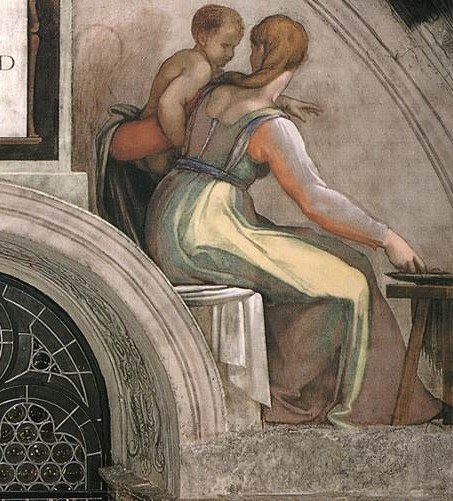
この図で明らかなように、ミケランジェロは、ルネッタ（半月形壁）の下端の、足場で覆われていた部分は仕上げていない（この部分は下からルネッタを見上げた時には死角になって見えない）。この画面はまた、彼の華麗な色使いを示している。女性の衣服には不透明な黄色のハイライトを施し、影は透明な緑と薄紫で表されるが、袖の部分の影はヴァーミリオンである。

フレスコ画家は、制作にあたって原寸大の細密な下絵（カルトーネ）を用い、図柄を漆喰の表面に写し取るのが通例であった。多くのフレスコ画には、下絵の線に沿って、尖ったもので空けられた小穴が残っている。しかし、これらのルネッタにおいて、ミケランジェロは伝統を破り、いったんフレスコ技法に自信を付けてからは下描きなしで画面に直接描き込んでいる。ミケランジェロの力強い描線が画面に食い込んでいる箇所がある。一方ではグリッド（格子）がみられる箇所もあり、彼が小さな下絵を画面に直接拡大したことを示している。彼は生乾きの漆喰の上に水で溶いた顔料を用いて、広い色面を塗る。その後、漆喰がやや乾いてくると、さまざまな筆を使いわけ、より線的な技法で陰影や細部を描き込んでいった。人物のひげや木の肌などの材質感を表現するためには、櫛の歯状にまばらに毛を植えた大筆を用いた。全体として、ミケランジェロの技法はフレスコの名手ギルランダイオの一番弟子にふさわしいものである。ミケランジェロは多彩な筆遣いと幅広い技術をもって、工房の伝統的手法と新しい工夫とを融合させているが、これは入念かつ正確な作風をもつギルランダイオにはなしえないものであった。
制作は、祭壇からもっとも遠い、正面入口側の天井から始められた。つまり、物語の時間的な進行順にしたがって描いていったのではなく、最後の場面が最初に描き始められたのである。最初に描かれた3場面（ノアの物語）は、後に描かれた場面に比べると、小さめの人物が多数描かれている。これは一つには、人類の運命を扱った主題の性質にもよるが、これらの場面が描かれている正面入口側の人物像は、イニューディ（青年裸体像）や預言者像も含め、天井の中央部分の人物よりも全体に小さく表されている。人物のスケールは、3番目のセクション（祭壇に近い側）ではさらに大きくなり、それにともなってミケランジェロの筆遣いも大きくなっている。最後に描かれた天地創造に携わる神の場面は1日で描かれている。

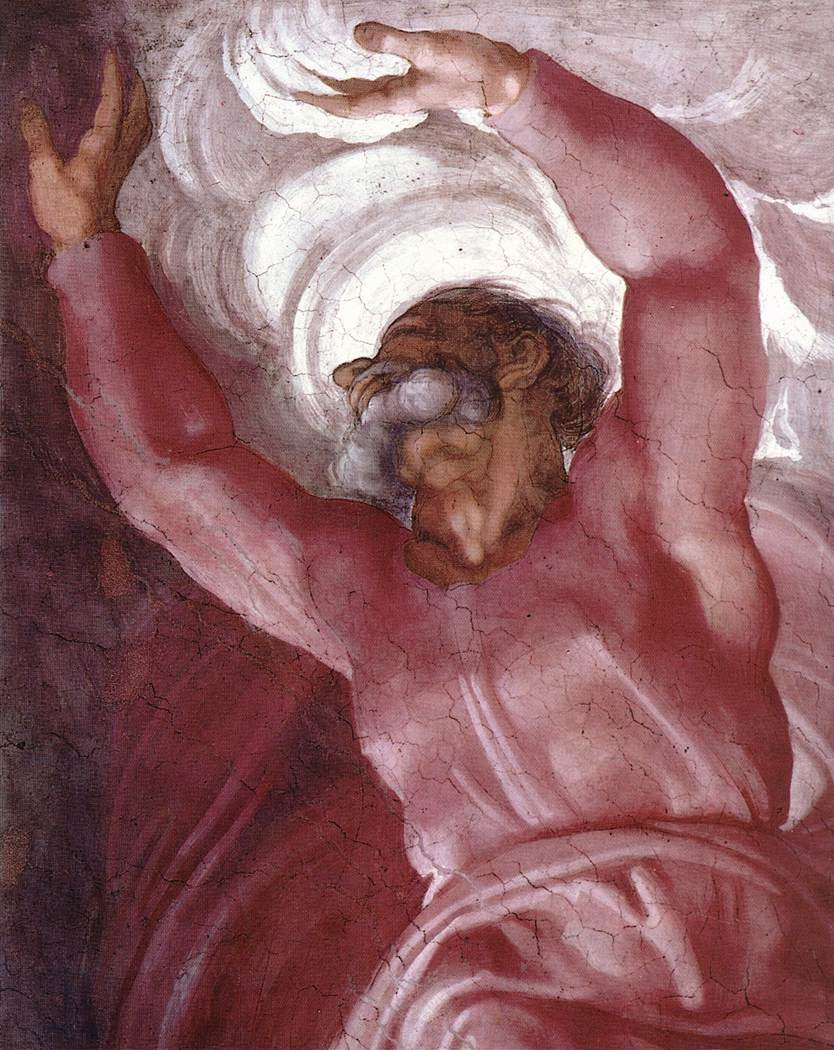
ルネサンス画人伝の作者ヴァザーリは、わずか1日で仕上げられたこの神の像を手放しで賞賛した。

明るい色彩と太く明瞭な輪郭によって、各主題は床面からも見えやすくなっている。天井の高さにもかかわらず、『アダムの創造』の巨大な人物像は、その画面の下に立つと「あたかも鑑賞者が指を突き出せば、父なる神とアダムの指先に触れることができるように見える」。現在、画面の色彩は鮮烈で、春を思わせる薄いピンク、アップル・グリーン、明るい黄色、そしてスカイブルーが真珠のような温かみのある灰色の地に映えるが、かつてはロウソクの煤によって色彩が失われ、画面はほとんどモノクロームのように見えていた。1981年から1984年まで長期にわたって行われた修復作業により、汚れの膜が除去され、画面は色彩を取り戻した。
ヴァザーリによれば、この天井画は「未完成」だという。それは、この天井画が金箔とラピスラズリ（青色の顔料）による装飾を加える前に除幕されたからだという。金箔とラピスラズリの装飾を加えようとしたのは、それが当時のフレスコ画の通例であり、システィーナ礼拝堂の側壁の壁画は多くの金箔を使って飾られていたので、それと天井画との釣合いを取るためでもあった。しかし、この装飾は実現しなかった。それは一つには、ミケランジェロが再度制作用の足場を組むことに乗り気でなかったためでもあるが、おそらくもう一つの理由は、金色と、特に強烈な青の使用によって、ミケランジェロの制作意図が見えにくくなるおそれがあったためであろう。実際、天井の一部には金で装飾された箇所がある。青年裸体像群の間にある楯と、預言者像・巫女像の間にある柱の部分とである。楯の部分における金箔の使用は、ミケランジェロ自身が計画したものであった可能性が高い。これらの楯はある種の行進用の楯（実物が相当数現存している）に似せて描かれているからである。

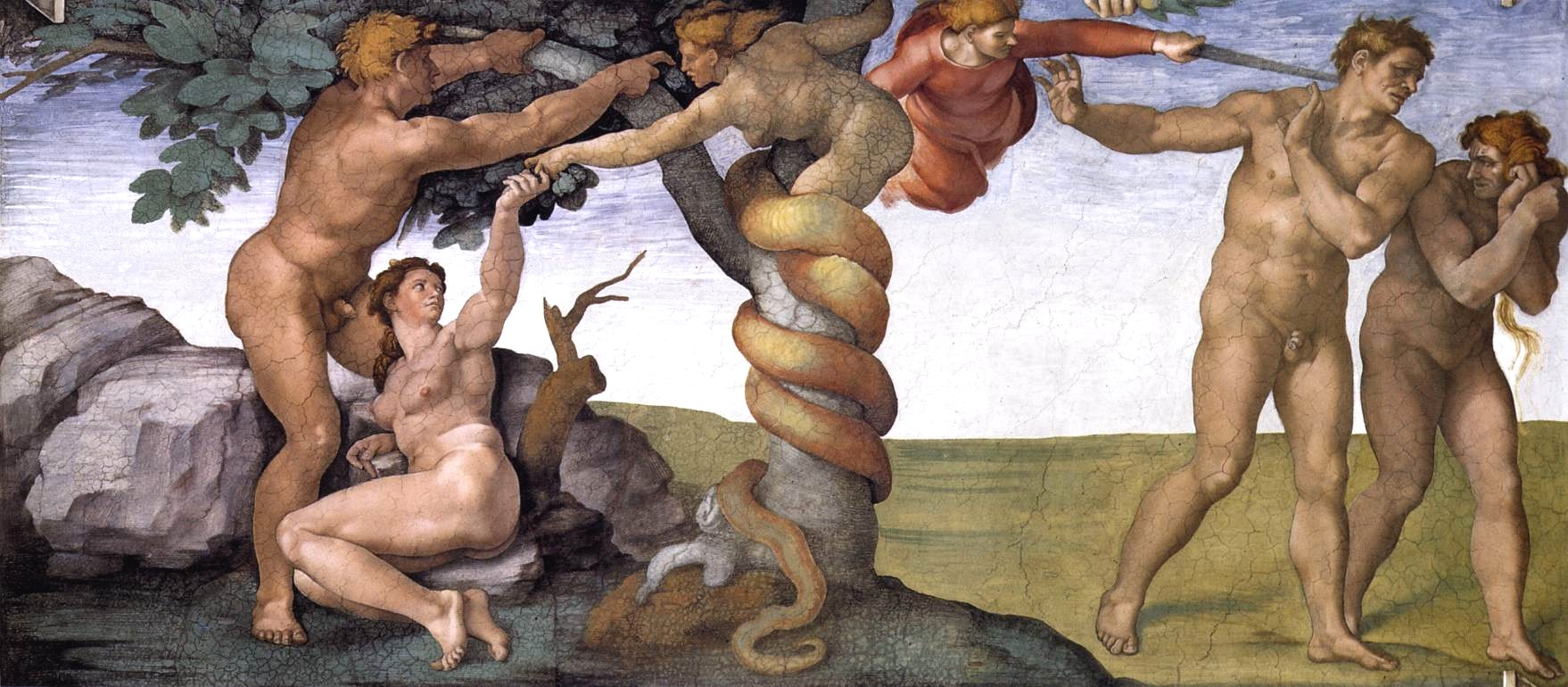
アダムとエヴァの原罪とエデンの園からの追放（『原罪と楽園追放』）

## 天井画の内容
天井画の主題は、人類にはイエスを仲立ちとする神の救済が必要だという教義である。換言すれば、天井画の意味するところは以下のとおりである。神は世界を完全なるものとして創造し、そこに人類を創造した。しかし、人類は堕落してしまったので、神と隔てられ、死すべき運命を与えられるという罰を受けた。神は、預言者や巫女らを通し、救世主イエスが人類の罪をあがなうであろうと伝えた。神は、アダムから始まり、ダヴィデ王など、旧約聖書が伝える様々な人物たちを経て聖母マリアに至る系譜の後に救世主イエスを出現させた。天井画のさまざまな部分はこうした教義に関連している。

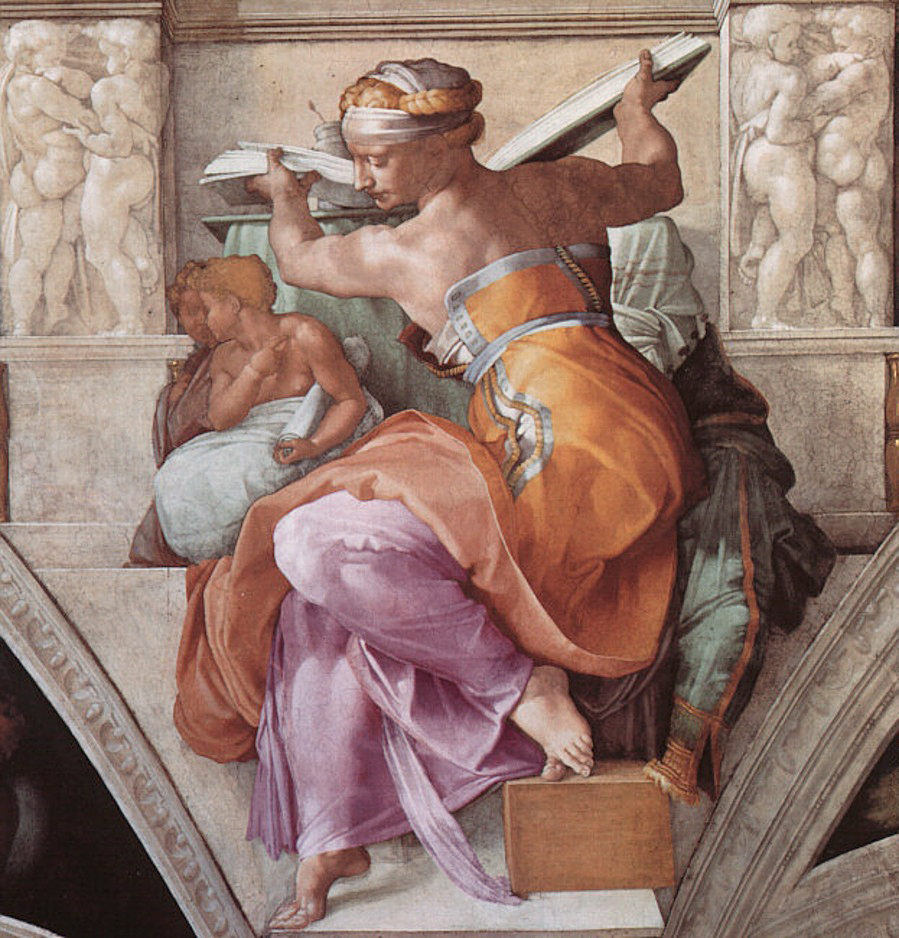
『リビアの巫女』。他の4人の巫女とともに古典文学や人文主義の啓蒙を表す。

しかし、天井画には別の側面もある。15世紀のイタリア、殊にフィレンツェでは、古典文学と人文主義への関心が強かった。ミケランジェロは青年期に、フィレンツェのメディチ家が設立した人文主義アカデミーに通ったことがあり、ドナテッロのブロンズのダヴィデ像など、人文主義的な彫像に親しんでいた。フィレンツェ市庁舎であったパラッツォ・ヴェッキオ前の広場に設置された、巨大な大理石製のダヴィデの裸像を制作したミケランジェロ自身もこうした傾向に応えていた。人文主義者による人類の捉え方は、人は教会のような仲介者を介さずに、直接に他の人々、社会的責任、そして神に相対すべきだというものである。これは教会側の主張とは矛盾するものであった。教会が、人類は基本的に罪深く欠点のあるものだとするのに対し、人文主義者は人類を潜在的に高貴で美しいものとみなした。これら2つの視点は、教会にとって必ずしも和解不可能なものではなかった。ただし、この「魂、精神、肉体の高揚」は神の代理者としての教会を通じてのみ達成しうるという認識のもとにおいてである。教会を離れることは神の救済からも遠ざかることであった。

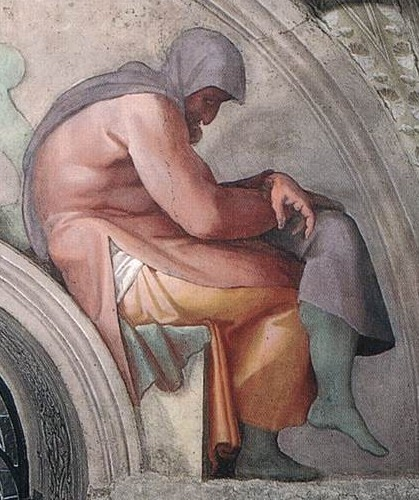
キリストの祖先像の一つ（ヒゼキアのルネッタより）

天井画にミケランジェロはカトリック的要素と人文主義的要素とを、視覚的に矛盾なく見えるように描き込んでいる。しかし、「非キリスト教的」人物を含むということは、対抗宗教改革に基づく、より宗教性の強い作品に親しみ、ルネサンス期の人文主義思想とキリスト教思想の合理化と無縁だった人々にとっては、教義上の矛盾と映ったかもしれない。
天井画のデザインの中心を構成するのは、『創世記』に基づく9つの場面である。9つの画面のうち、5つの小画面は枠取りがされ、それぞれ4体のイニューディ（青年裸体像）によって支えられている。これら9場面の下方、および礼拝堂の両端部には、キリストの誕生を預言した12人の男女（預言者と巫女）の像がある。礼拝堂の窓の上方の半月形壁（ルネッタ）にはキリストの祖先たちの像が描かれ、画面中には彼らの名前も書かれている。ルネッタの上の三角の帆形壁面（スパンドレル）にはさらに8つの人物群像があるが、これらの人物の素性は不明であり、今後の研究課題である。最後に、四隅の大きなペンデンティヴ（逆三角形壁面）には、聖書に取材したドラマティックな場面が表されている。天井画の図像的意味については過去にさまざまな解釈が行われ、現代の研究者たちによる解釈が対立している要素や、解釈不能の要素もある。ミケランジェロ自身の精神的、心理的状態が天井画の図像的特色や絵画的表現にどのように反映しているのかという問いも研究者の関心の的である。

## 建築モティーフ

### 現実の建築形態
システィーナ礼拝堂は奥行40.5メートル、幅14メートル、天井は礼拝堂主要部の床から20メートルの高さに立ち上がる。ヴォールト天井部は複雑な構造になり、当初から現在のような複雑な装飾が予定されていたとは考えがたい。ピエル・マッテオ・ダメリアによる当初の装飾プランは、建築の細部要素が識別可能なもので、天井は青色に塗られ、金色の星をちりばめた、パドヴァのアレーナ礼拝堂にあるジョットのフレスコ画に類似した装飾が施されていた。
礼拝堂の側壁は、3段の水平の帯状に区切られ、最上部の帯には左右壁に各6か所の窓が開けられた。手前と奥の壁にも2つの窓があったが、祭壇壁の窓は、ミケランジェロが『最後の審判』を描く時にふさがれた。窓と窓の間にはヴォールト天井を支える大型のペンデンティヴがあり、ペンデンティヴに挟まれた窓上部にはスパンドレル（三角アーチ壁）が天井に食い込んでいる。ペンデンティヴの高さで、天井がゆるやかに立ち上がり、その描く線は水平線から大きく逸れていない。以上が、現実の建築形態である。

### 見せかけの建築形態
描かれた建築形態の第一の要素は、現実の建築形態を縁取っている、描かれた装飾帯であり、石製の蛇腹のように見える。この装飾帯には、2つのモティーフが繰り返し表されるが、こうした装飾法はローマの古典様式建築においては共通のものだった。当礼拝堂で用いられているモティーフの1つは樫の実であり、これは教皇ユリウス2世の出自であるデッラ・ローヴェレ家のシンボルである。もう1つのモティーフは帆立貝の殻で、これは聖母マリアのシンボルの1つである。この礼拝堂は聖母マリアに奉献されたものであった。
ミケランジェロが描いた建築デザインの1つは、幅広いトラベルティーノ大理石の梁である。この梁は天井を横断して左右壁のペンデンティヴの間をつないでいるように見える。描かれた10本の梁によって、天井は幅広い画面と細い画面とが交互に並ぶように区切られている。

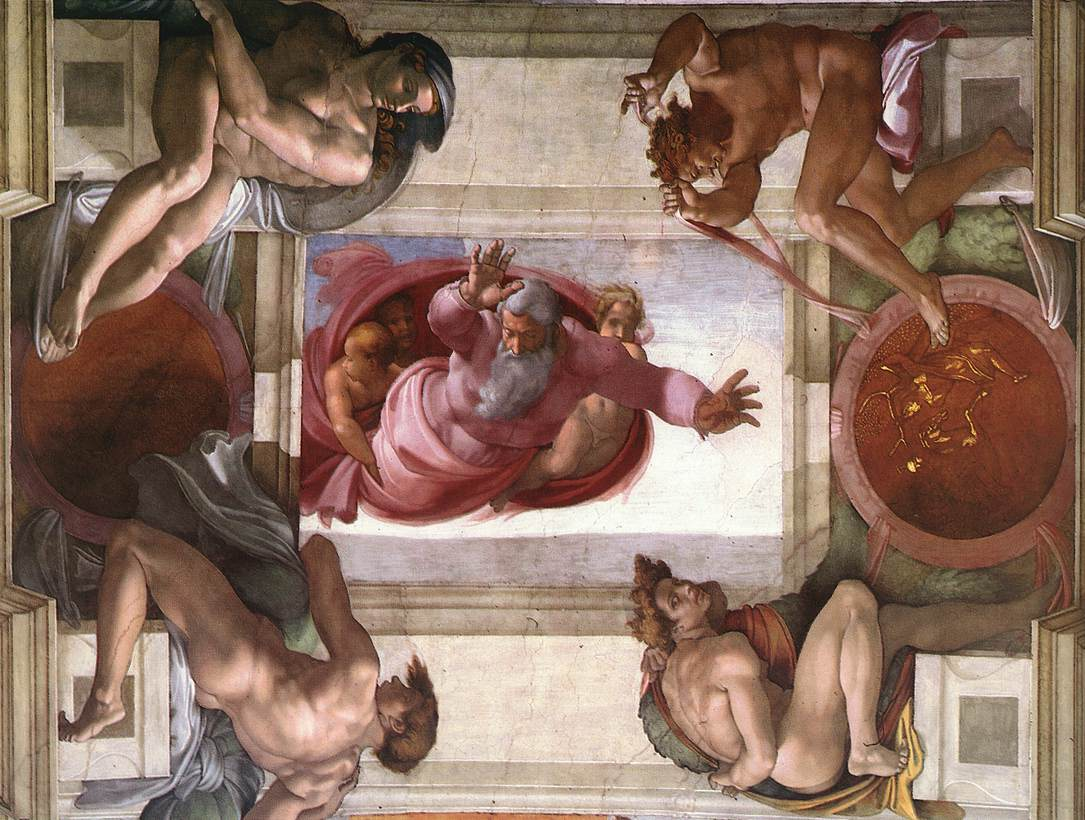
『大地と水の分離』、周囲に描かれた建築枠組みと青年裸体像（イニューディ）が見える。

スパンドレルの上方、天井面が水平に近くなる部分には、前面に大きく突き出して見えるコーニスが天井全体を囲むように描かれ、天井画の主要部分の外枠となっている。これらの見かけ上の建築要素は各人物像がそれぞれ明確に区切られたスペースに位置するための枠組みを形成している。こうした描かれた建築要素に組み入れられているのは、多くの小像で、これらは純粋に装飾的目的で描かれたものと思われる。梁とコーニスの交叉部の下には、大理石製風に描かれた各2体のプットーがおり、スパンドレルの頂部には石造に見える羊頭装飾がある。その左右には一対のブックエンドのような人物像が梁の陰に隠れるように描かれ、スパンドレルの下には預言者と巫女の銘板を捧げ持つ着衣と裸体のプットーが思い思いのポーズで立つ。
コーニスの上、9つの場面からなる天井画のうち、5つの小画面の両端には、円形の楯が表される。これら10個の楯は、20体の人物像によっても支えられている。これらの青年裸体像（イニューディ）は、嵌めこみ文様のある台座上に座し、見せかけのコーニスの上にしっかりと足を乗せ、建築構造の一部としてではなく、あたかも実在の人物のように描かれている。

## 画面構想

### 『創世記』からの9つの場面
ミケランジェロは、天井中央部に、聖書の冒頭にある『創世記』に取材した9つの場面を描いた。これらは3つのグループに分けられる。最初の3場面は神による天地創造の物語、次の3場面は、神による最初の男と女、つまりアダムとエヴァの創造、そして神の命令にそむいた彼らが、神とともに生きてきたエデンの園から追放される場面である。最後の3場面は人類の破滅とノアの一族の物語である。
これらの場面は必ずしも出来事の起きた順番どおりには配列されていない。この9場面が3つのグループとして構想されたものだとすると、各グループに含まれる3場面はそれぞれ他の画面の内容を補完し合うもので、これは中世絵画やステンドグラスに見られるのと同様の手法である。

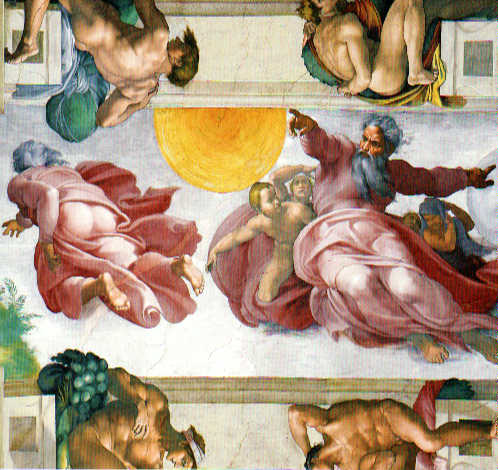
『太陽、月、植物の創造』

各場面は、祭壇側から正面入口を望む方向に立って見上げた時に、正しく見えるように描かれている。画題は祭壇側から順に、以下のとおり。

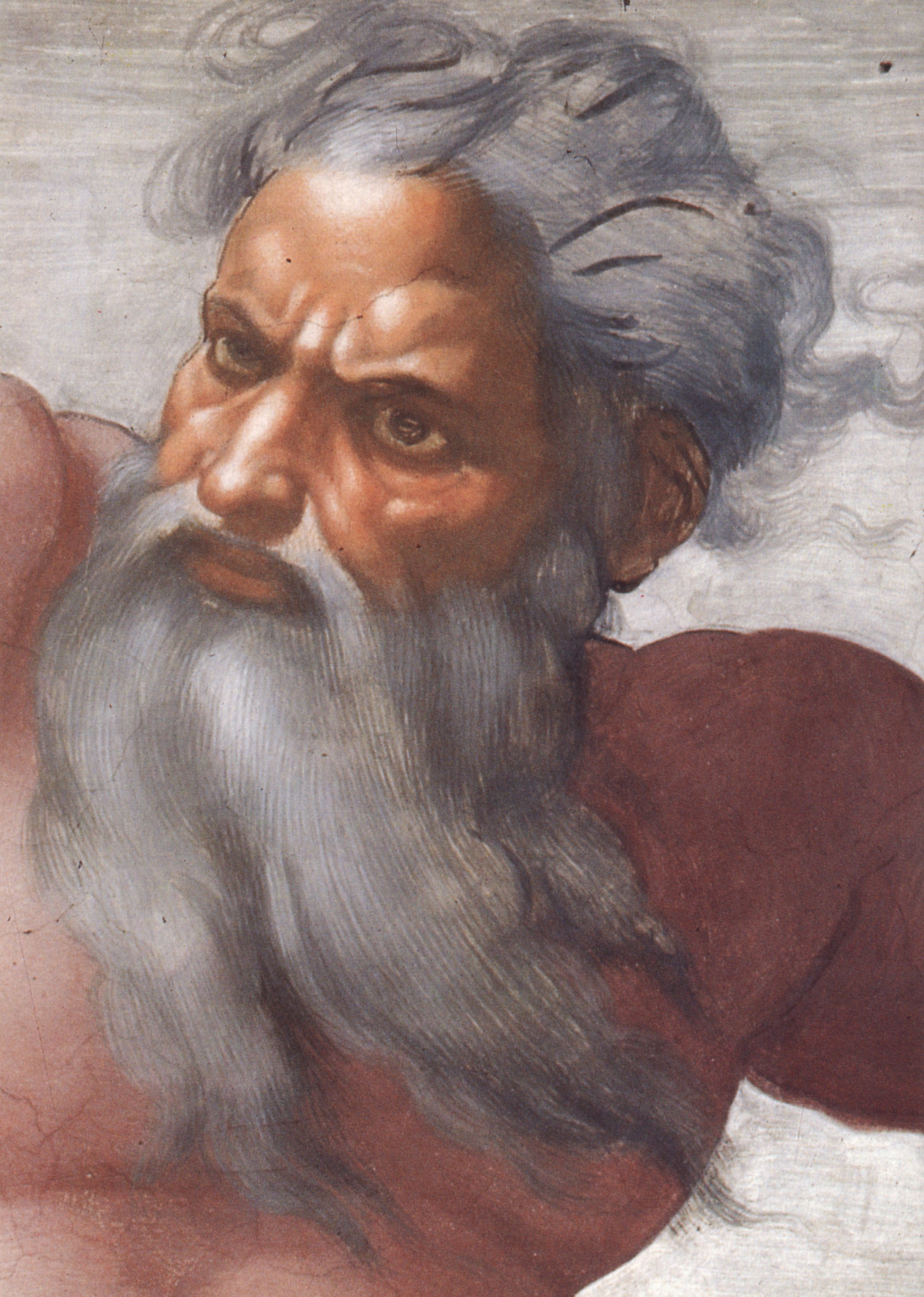
神の顔

- 『光と闇の分離』
- 『太陽、月、植物の創造』
- 『大地と水の分離』
- 『アダムの創造』
- 『エヴァの創造』
- 『原罪と楽園追放』
- 『ノアの燔祭』
- 『大洪水』
- 『ノアの泥酔』

#### 天地創造
天地創造にかかわる3つの画面は、『創世記』の最初の章に基づく。そこでは、神は大地とそこにあるすべてのものを6日間で創造し、7日目に休息したとされている。第1の画面は天地創造の第1日目で、神が光を創造し、光と闇とを分けた場面である。時系列的にはその次に位置する出来事は第3の画面に描かれている。すなわち天地創造の第2日目で、神が地と水とを分離した場面である。3つの画面の中で最もサイズの大きい第2の画面では、神の姿は2回描写されている。天地創造の第3日目、神が大地を創造し、植物を生じさせたという内容と、第4日目、神が太陽と月にそれぞれ昼と夜を支配させ、時と四季とを支配させたという内容が描かれている。第5日目に、神は空を飛ぶ鳥と、魚と水に棲む生き物を創造したが、これは天井画には描かれていない。第6日目の地上に棲む獣の創造も同様に描かれていない。
これら3画面は、天井画制作の順序の点では、3段階目、つまり最後に制作されたものであり、構想や描法は他の画面より雄大で、天井画全体の中でもっともダイナミックなものになっている。第1の画面についてヴァザーリは書いている。「ミケランジェロは神が光と闇を分離するところを描いた。威厳に満ちた神は両腕を伸ばして力強く立ち、神の愛の啓示と創造の力とを示している」。

#### アダムとエヴァ
天井画の中央の3画面に、ミケランジェロは『創世記』第1、2、3章に述べられるアダムとエヴァの物語から4つのエピソードを描いている。3画面のうち2つは大画面、残り1つは小画面である。

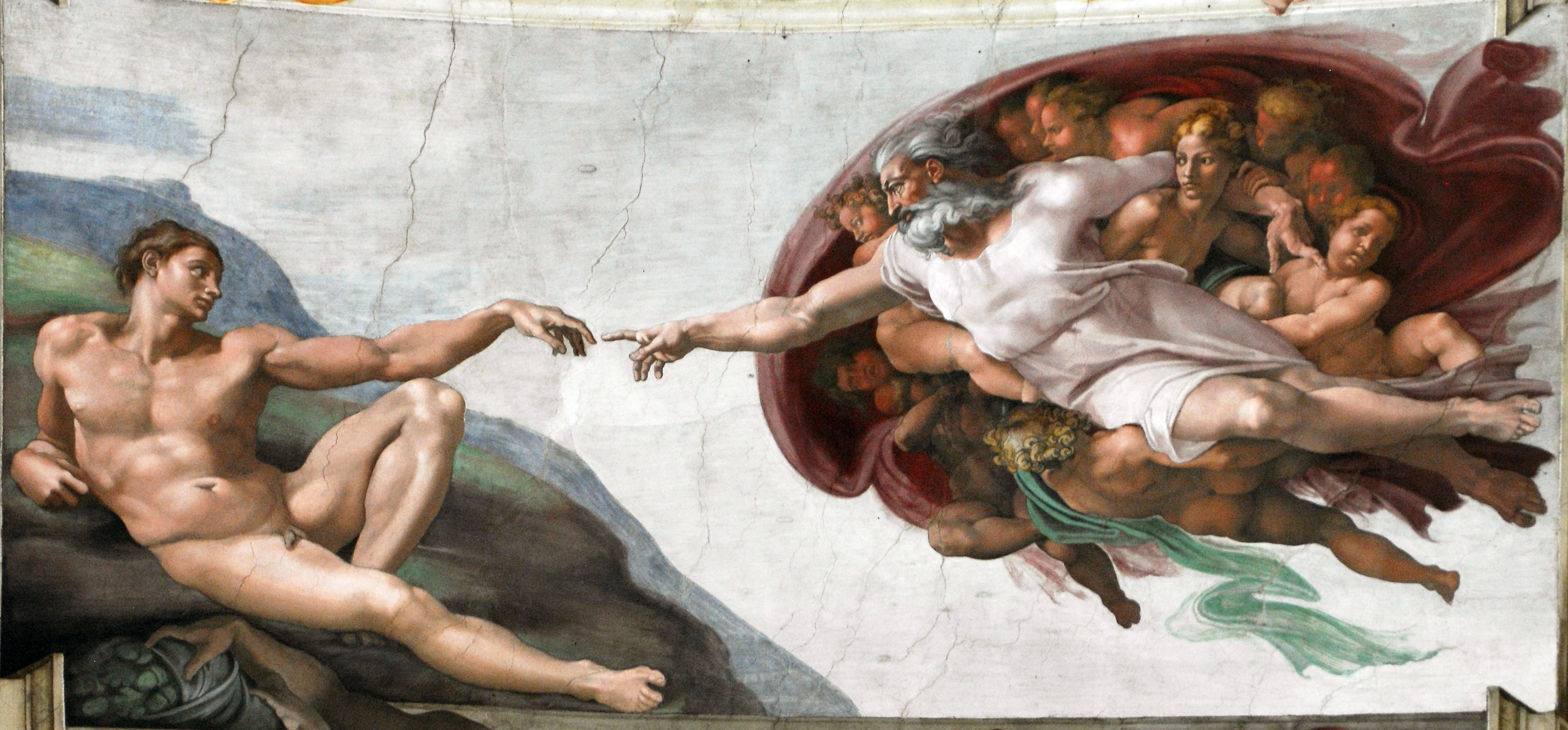
『アダムの創造』

第1の画面は、世界絵画史上、もっともよく知られたイメージの1つである、神がアダムに向かって手を差し伸べる場面を描く。このアダムについてヴァザーリは述べている。「その美しさ、そのポーズと輪郭とは、あたかも人類創造のその瞬間、最初にして至高の創造主によって形造られたかのように見え、神ならぬ1人の人間が絵筆をもって描いたものとは見えない」。
第2の画面は神が眠るアダムのあばら骨からエヴァを創造する場面である。この構図は、ボローニャのサン・ペトロニオ聖堂の扉の周囲を飾るヤコポ・デッラ・クェルチャ作の『創世記』の連続浮彫から直接に取られたもので、ミケランジェロはこの作品を青年期からよく知っていた。第3の画面には対照的な2つの場面が描かれる。1つはアダムとエヴァが禁断の果実を得る場面で、疑いをしらず蛇から果実を受け取るエヴァと、自ら果実を摘もうとするアダムを描く。もう1つはエデンの園からの追放の場面で、アダムとエヴァは、神とともに生きてきた楽園を追われている。その外の世界では、彼らは自分で生活の糧を得なければならず、最後には死が待ち受けている。

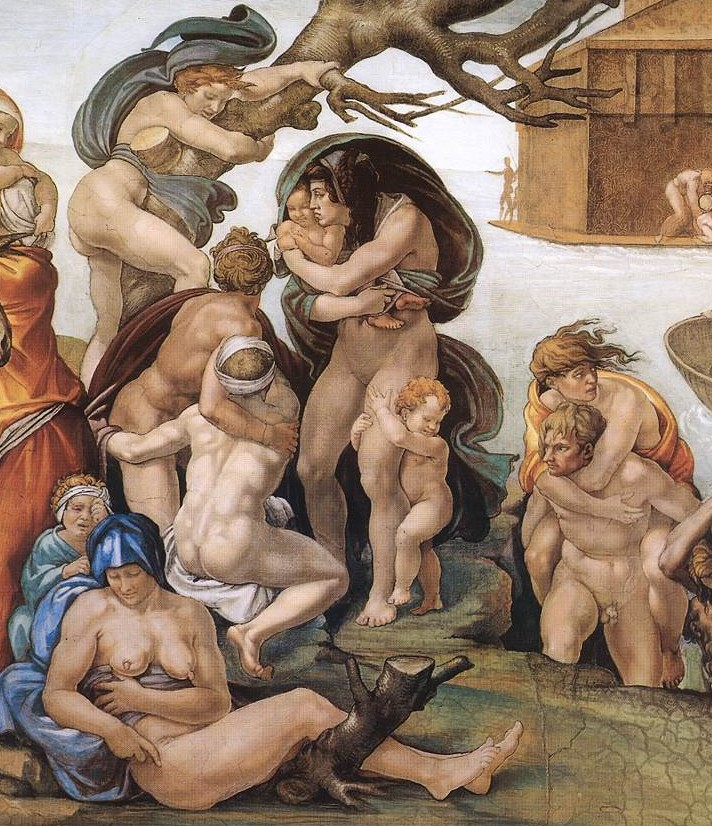
『大洪水』の部分。ミケランジェロが天井画制作の初期段階で描いた画面には人物があふれていたことがわかる。

#### ノアの物語
最初の天地創造の3場面と同様、ノアの物語を描く3場面（『創世記』6 -9章による）は主要なテーマを選んで絵画化したもので、出来事の起きた時間的順序に沿って画面を配列してはいない。第1の画面は生贄の羊を捧げる場面である。この画面について述べたヴァザーリは、これを誤ってカインとアベルの物語と解釈した（アベルの捧げ物は神に受け入れられたが、カインの捧げ物は受け入れられなかった）。しかし、この画面はほぼ間違いなくノアの燔祭（はんさい）を表したものである。大洪水で他の人類が滅びた時にノアの一族だけは無事に生き延びることができた。その後、ノアは神に捧げ物をした。
中央の大きな画面には大洪水が表される。ノアの一族を乗せた方舟は遠景に浮かび、残りの人間たちは安全な地を求めてわれ先にと殺到する。多数の人物を表したこの画面は、礼拝堂側壁の壁画群の画面形式にもっとも近い。
ノアの物語の最後の画面はノアの泥酔である。洪水の後、ノアは地を耕し、葡萄の木を育てた。その様子は絵の遠景に描かれている。ノアは泥酔し、だらしなく裸体をさらしている。彼の末の息子ハムは2人の兄、セムとヤペテを呼んできてこの光景を見せるが、兄たちは慎み深く父の裸体に着物をかけたのであった。後にノアはハムを呪い、ハムの息子カナンは未来永劫、セムとヤペテの子孫たち仕えるだろうと言った。以上3つの場面は、全体として、人類が神の被造物としての完全な存在から大きくかけ離れてしまったことを表している。しかしながら、セムとその子孫であるイスラエル人を通して神の救済はもたらされるのである。

#### メダイヨン
天井画のうち、5つの小画面の両脇に接して、10面の円形楯状のメダイヨンがあり、イニューディ（青年裸体像）がこれを支えている。これらのメダイヨンは赤銅製に見えるように描かれ、図柄の細部は金箔を使用して背景から浮かび上がるように表現されている。各メダイヨンはそれぞれ旧約聖書あるいは『マカバイ記』由来の図柄で装飾されている。描かれた主題は、聖書のエピソードの中でも残酷な、あるいは屈辱的な場面がもっぱら選ばれており、例外は、エリヤが火の戦車によって天に引き上げられる、『列王記』の場面のみである。いくつかの画面は殺人などの暴力行為に及ぶ人物たちで満たされており、ミケランジェロの『カッシーナの戦い』のための下絵に類似している。
ミケランジェロがこれらのメダイヨンに用いた技法は、フレスコ画では通常用いられないものである。彼はページェント用の楯の装飾に用いられるのと同様の技法を用いており、これは色付きの紙にメタルポイント（尖筆）と白チョークでドローイングする技法にも似ている。フレスコにこの技法を応用したのはミケランジェロのみではないが、これほどの規模で用いたのは彼だけであろう。地の色（ここでは黄土色に黒の筋が入る）が背景色となり、影と光との間の中間色ともなっている。陰になる部分の輪郭は、絵筆で「描く」というよりはドローイングされ、線的なタッチで描かれた影が事物の形態を浮き上がらせる。色付きの紙にドローイングする場合は、ハイライトや明色の部分は白チョークを用いるか、白の細い線を重ねて描かれる。これらのメダイヨンでは、その白線が金箔に完全に置き換えられており、暗部を黒線で描くのと同様のしかたで、明部は金箔を用いて「描いた」かのように表現されている。
こうした金箔の使用は、天井のフレスコ画と側壁のフレスコ画との間を結び付ける役割をある程度果たしている。側壁の壁画では、金箔が多くの細部においてふんだんに使われている。いくつかの画面、特にペルジーノの作品では、金箔が単に衣服の細部を飾るだけではなく、金色部分の密度によって衣服のひだの微妙な諧調を際立たせるように、巧妙に使われている。ミケランジェロはこうした技法を採用し、さらに一段階進んだものにした。また、側壁の「モーゼ伝」中のボッティチェッリの作品『コラ、ダタン、アビラムの懲罰』に描かれるローマの凱旋門のメダイヨンも参考にされたと思われる。
メダイヨンの図柄は以下のとおり。
- エリヤの昇天（預言者エレミヤの上）
- イサクの犠牲（リビアの巫女の上）

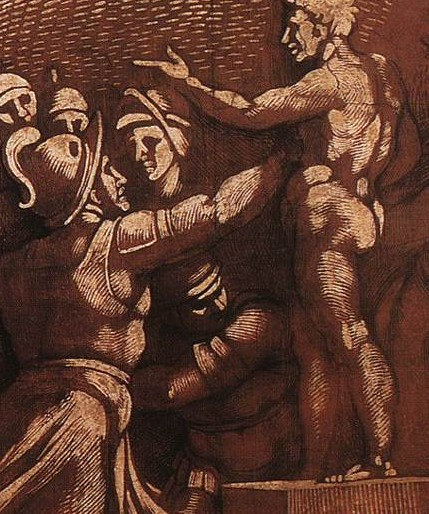
『偶像破壊』黒の顔料の線的使用と金箔による形態描写がわかる。

- 父ダビデに反逆したアブサロムの死（木の枝に髪が引っかかり宙吊りになったアブサロムを描く）（預言者ダニエルの上）
- アハブ一族の滅亡（または「ニカルノ軍の全滅とユダ・マカバイの勝利」）（預言者エゼキエルの上）
- ダビデ王へのナタンの説諭（または「エルサレムの大祭司に跪くアレクサンドロス」）（クーマの巫女の上）
- 偶像破壊（エリュトライの巫女上）
- ウリヤの死（または「ヘリオドロスの懲罰」）（預言者イザヤの上）
- 戦車から逆さに放り出されるヨラム（または「アンティオコス・エピファネスの末路」）（預言者ヨエルの上）
- ヨアブによるアブネル暗殺（または「大祭司オニアと暗殺者アンドロニコス」）（デルフォイの巫女の上）
- 10面のうちの1面の図柄は跡形もなく消滅している。（ペルシャの巫女の上）

（メダイヨンの主題については、若山映子『システィーナ礼拝堂天井画』、東北大学出版会、2005を参照した。）

### 12人の預言者と巫女
5箇所のペンデンティヴにはこの天井画の中で最も大きな人物像が描かれている。描かれているのはメシア到来を預言した人物や、メシアの容姿を物語った12名の人物たちである。このうち7名は旧約聖書の預言者で全員が男性であり、5名は古代の巫女（神託を授かる巫女（シビュラ (en:Sibyl)）で全員が女性である。預言者ヨナは最奥の祭壇上部に描かれ、預言者ゼカリヤがその反対側の礼拝堂入り口上部に描かれている。側面には残りの男女が交互に配置され、プットー（幼い天使）が支える大理石板の銘文によって誰が描かれているのかを識別することができ、最奥部のヨナから時計回りに以下の人物が描かれている。

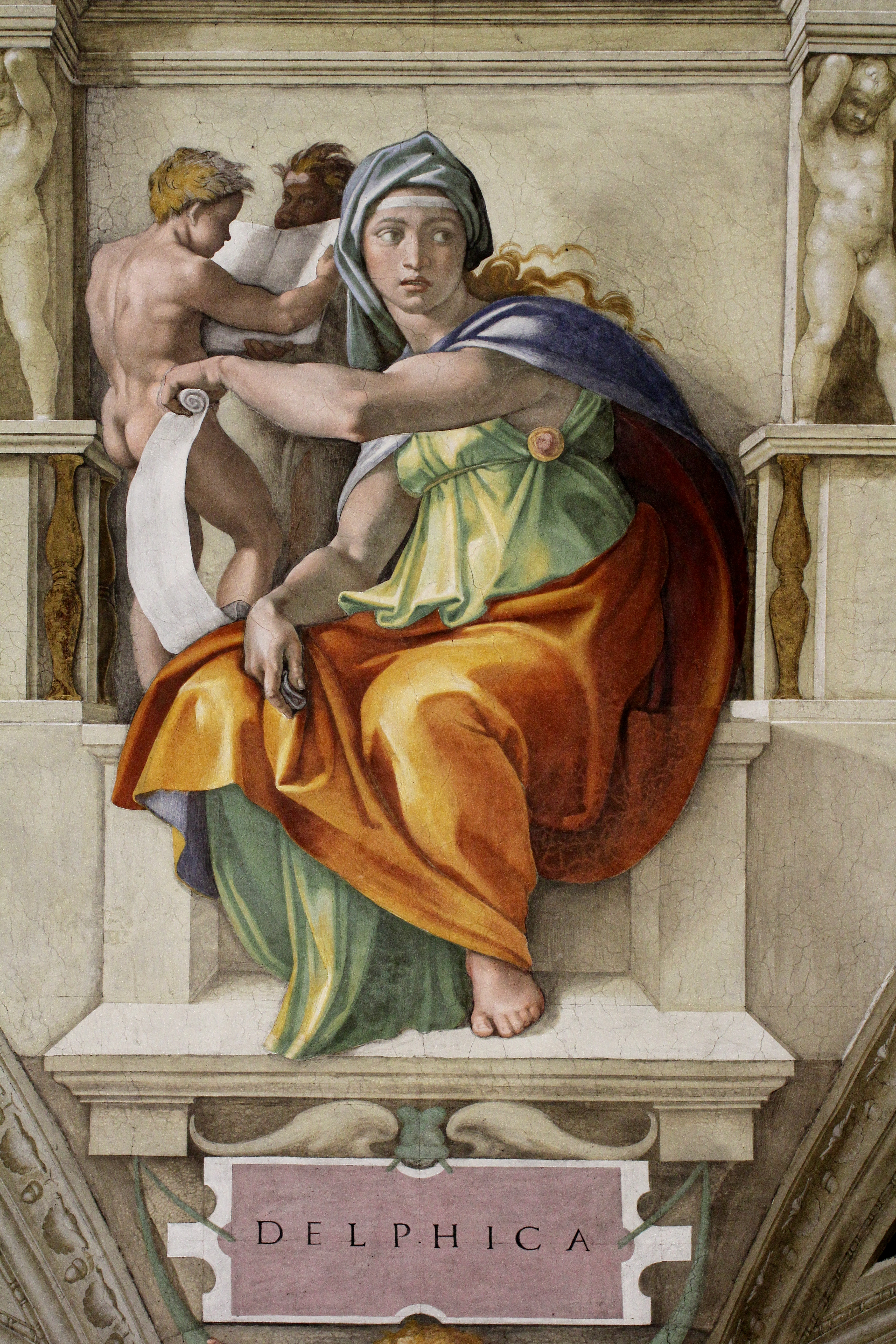
『デルポイの巫女』

- ヨナ
- エレミヤ
- ペルシアの巫女
- エゼキエル
- エリュトレイアの巫女
- ヨエル
- ゼカリヤ
- デルポイの巫女
- イザヤ
- クエマの巫女
- ダニエル
- リビアの巫女

#### 預言者
描かれている預言者は、いわゆる「四大預言者」のイザヤ、エレミヤ、エゼキエル、ダニエルと、「十二小預言書」の預言者たるヨエル、ゼカリヤ、ヨナの7名である。
彼ら預言者の言葉は格言として引用されることがある。ヨエルの場合は「雨を降らせたあと、私の霊をおまえたちに注ぐ。息子や娘は預言し、老人は夢を見、若者は幻を見る」である。この預言は、本来は男性であるべきものが女性で描かれていたり、長い白髭を生やした陰気なエレミヤの向かい側に若さに満ちたダニエルが座っている構図など、ミケランジェロの構想に大きな影響を与えている。

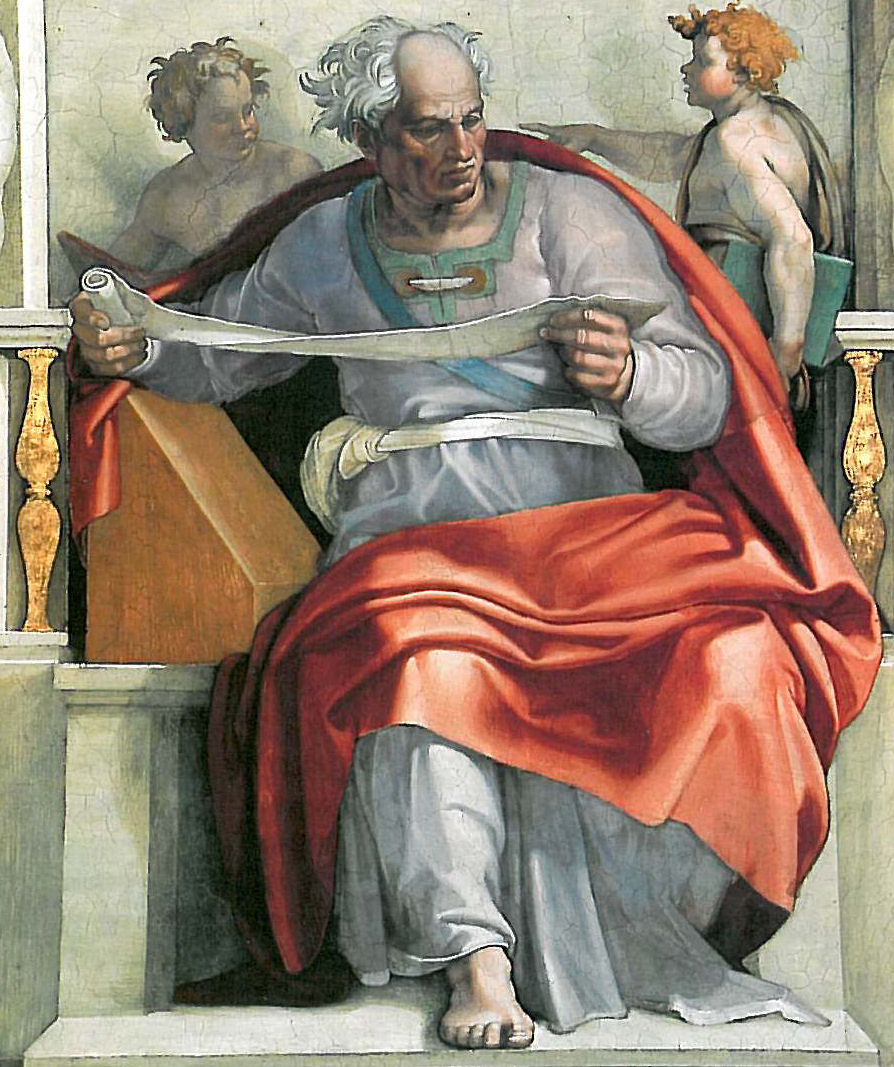
『預言者ヨエル』

ザカリヤは「さあ、私の国民よ、躍り上がって喜べ。歓声をあげよ。さあ、おまえたちの王が来る。その王は正しく、いつも勝利を収める。しかも謙遜で、ろばの子に乗って来る」という預言を残した。ザカリヤがこの礼拝堂に描かれている場所は、イエスがロバに乗ってエルサレムに入城し、ザカリヤの預言を実現した日を記念する枝の主日に教皇が列する扉の上である。
ヨナの主な預言はニネヴェの没落に関するものである。この預言はヨナが主祭壇の上という場所に描かれていることを正当化するような重要なものでない。しかしながらヨナは預言の意味や重要性を示す象徴であり、この重要性は広く認識されて、写本やステンドグラスなどに数え切れないほど表現されてきた。ヨナ書によれば、神の命令に従わなかったヨナは大きな魚に呑み込まれてしまう。3日間を魚の腹の中で過ごし、海岸で吐き出されたヨナは仕方なく神の命令を果たすことになる。この逸話のためヨナは、十字架に磔となったが3日後に復活したというイエスの前兆、前駆者であるとみなされている。この天井画でもヨナは大きな魚とともに描かれ、その目は創造神を見つめ、キリスト復活の前兆を表現しているのである。
ヴァザーリはこの預言者と巫女の肖像のうち、イザヤをもっとも高く評価している。「美術勉強の根源である忠実な模写をこの肖像に対して行おうとするものは、優れた画家によって描かれた美しく平静なこの絵画が、後進の画家がすべてを手本とするべき作品であるということに気がつくだろう」としている。

#### 巫女

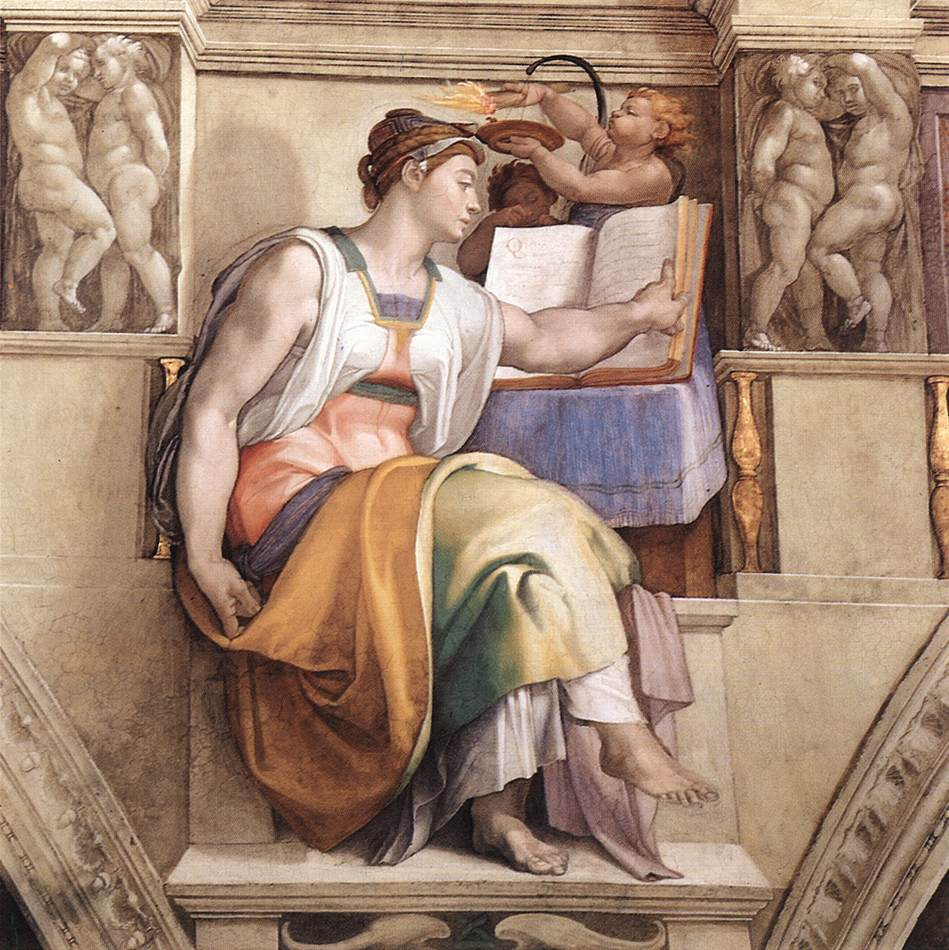
『エリュトレイアの巫女』

ここで言う巫女とは、神殿や寺院に居住していた古代の女性預言者のことで、彼女たちは神託を伝える役割を果たしていた。この天井画に描かれている5人の巫女は、いずれも救世主の誕生を預言したと言われている。たとえばクマエの巫女は、「新たな神の子」が再び「黄金時代(en:Golden Age)」をもたらすであろうと宣言したとウェルギリウスに伝えられている。これはイエスのことを預言したものだと解釈されている。
ローマの教会では、キリスト教が普及する以前の異教の文物が興味の対象となりつつあった。学者たちは中世の教会ラテン語あるいは古典ラテン語の書物や、古代キリスト教の神学者アウグスティヌスの著作、哲学書などによって、異教の文化を研究することが可能だった。このような当時の風潮を考慮すると、キリスト教会のシスティーナ礼拝堂に異教の預言者が描かれているのは驚くようなことではない。
なぜミケランジェロが旧約聖書十二小預言書の預言者ではなく、異教の巫女を題材としたのかという理由は分かっていない。研究者のジョン・オマリーは、描かれているのはアフリカ、アジア、ギリシャ、イオニアの巫女であり、広範な世界を表現しようとしたのではないかと推測している。
ヴァザーリは『エリュトレイアの巫女』について「この肖像は特筆すべき多様な美しさを持っている。表情、髪型、衣服の表現などで、むき出しの彼女の腕はとりわけすばらしい」と書き残している。

### ペンデンティヴ
礼拝堂の四隅には壁と天井の間にペンデンティヴがある。ミケランジェロはここにユダヤ人救済に関連する、聖書のエピソードを描いた。
- 青銅の蛇
- ハマンの処刑
- ダビデとゴリアテ
- ユディトとホロフェルネス

はじめの二つのエピソードは中世、ルネサンス期のキリスト教学においてキリストの磔刑を予感させるものとされていた。「青銅の蛇」は旧約聖書の「民数記」のエピソードである。イスラエルの民が神に対して不平不満を述べたところ、神から使わされた毒蛇による災厄という罰を受けた。そして神はモーセに命じて青銅の蛇を作らせ、旗竿に掲げさせた。この青銅の蛇を見た人々は癒しの奇跡を得ることができたとする。

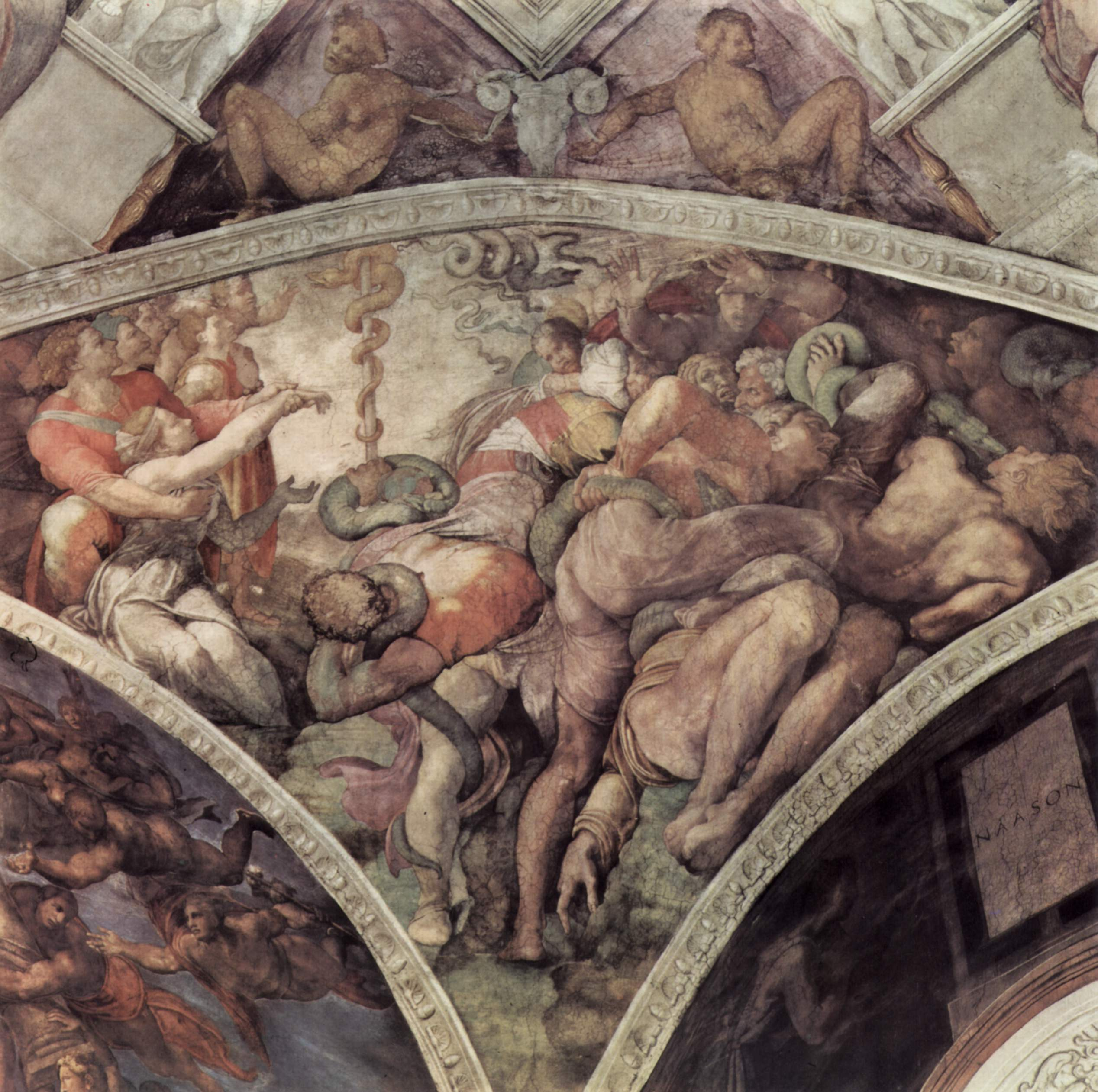
青銅の蛇

「ハマンの処刑」は旧約聖書のエステル記のエピソードである。ペルシアの宰相だったハマンが、ユダヤ人エステルの夫であるペルシア王クセルクセスを教唆してユダヤ人絶滅を布告させる。眠れない夜に宮廷日誌を調べていた王は、この布告が間違っていたのではないかと思いはじめた。このユダヤ人絶滅の策謀に気づいた王妃エステルはハマンを非難し、クセルクセス王はハマン自ら作った絞首台でハマンを処刑するように命じる。そして王の廷臣たちは、この命令を速やかに実行した。
残りの「ダビデとゴリアテ」は旧約聖書の「サムエル記」、「ユディトとホロフェルネス」は旧約聖書外典の「ユディト記」のエピソードで、イスラエルの救済を表現したものである。どちらもフィレンツェ派絵画では圧制者打倒のテーマとして何度も取り上げられている画題で、当時共和国だったフィレンツェでは人気のあるモチーフだった。
「ダビデとゴリアテ」を描いた絵画では、羊飼いのダビデが巨人ゴリアテを投石機で倒し、まだ息があり立ち上がろうとするゴリアテの首を斬るダビデが描かれている。
「ユディトとホロフェルネス」を表現した絵画はすべてが陰惨な雰囲気で描かれている。ユディトは切り落としたホロフェルネスの頭部を布で隠し、侍女に担がせた籠にのせて運ばせている。そしてユディトは自身が首を落とした屍体に取り乱しているかのように描かれている。
ホロフェルネスの殺害を描いた絵画と、礼拝堂の反対側のペンデンティヴのハマンの処刑を描いた絵画にはその構図に明確な関連を見ることができる。ホロフェルネス殺害の絵画は人物が小さく描かれ、その他の描き込みも多くはないが、どちらの絵画も垂直の壁面によって左右に二分割された三角形の構図となっており、分割された両側を見ることにより、何が起きたのかを理解することができる構成になっている。ハマンの絵画には三つの場面が描き出されており、それはハマンが処刑される場面、エステルとクセルクセス王とともにテーブルについている場面、ベッドにいるクセルクセス王の場面である。そして階段に座り込んで描かれている、ユダヤ人絶滅の布告のきっかけとなったエステルの養父モルデカイが、これらの場面をまとめあげる役割を果たすように描かれている。
「ダビデとゴリアテ」は二人の主人公を中心とした比較的単純な構成になっており、この二人以外の人物は傍観者であるかのように漠然と描かれている。対照的に「青銅の蛇」には毒蛇から身を守ろうとあがきそして死にいく人や、自分たちを救ってくれる青銅の蛇を振り向きざまに見上げる人など、様々な人物像が描写されている。この絵画こそが、システィーナ礼拝堂におけるミケランジェロのマニエリスム最初期の作品である。洪水伝説から始まる人間の苦悩をテーマとして取り上げ、後に描き上げる最後の審判まで昇華させたのである。

### キリストの祖先たち

#### テーマ
礼拝堂のヴォールト天井は大きなペンデンティヴによって支えられ、ペンデンティヴ間には各側壁に6箇所ずつの窓が開けられている。礼拝堂の両端、入口側と祭壇側の壁にはさらに2箇所ずつの窓があったが、これらは今日ではふさがれており、祭壇側の壁にはミケランジェロの『最後の審判』が描かれている。各窓の上方にはルネッタと呼ばれるアーチ形の区画がある（側壁に各6、両端の壁に各2の計16箇所）。側壁のルネッタのうち8つは、そのさらに上に三角形のスパンドレルと呼ばれる区画があり、ルネッタとヴォールト天井の間の空間を埋めている。残りの8つのルネッタは、礼拝堂四隅の大ペンデンティヴの下に位置する。

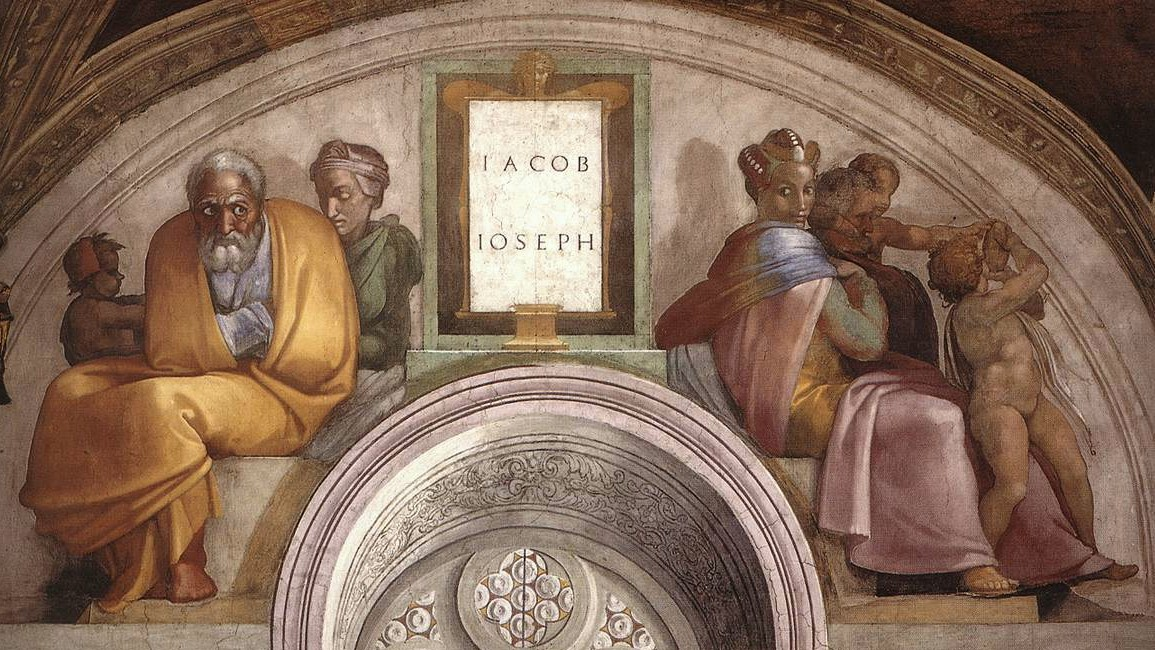
「ヤコブ、ヨセフ」のルネッタ。右のあやしげな老人がイエスの地上の父・ヨセフであろう。

ミケランジェロは、これらの区画についても天井画の一環として制作を命じられた。ルネッタは、側壁と天井を視覚的につなぐ役割をしている。ルネッタに描かれた人物（高さはおおむね2メートル）は、サイズの点では、巨大な預言者・巫女像と、小さめに描かれた歴代教皇像（各窓の両脇に15世紀に描かれた）との中間くらいの大きさである。ルネッタの画像のテーマはキリストの祖先たちである。
ルネッタの中央、各窓の上部にあたる場所には装飾付きの枠の中に大理石製の銘板が描かれている。銘板にはアブラハムから始まり、イエスの地上における父であるヨセフに至る男系の先祖たち40人の名（『マタイによる福音書』による）が記されている（祭壇壁のルネッタ2面は『最後の審判』制作時に失われており、現在見える名前は33名分）。この名前の並べ方には若干混乱があるようである。大部分の銘板には2人ないし3人の先祖の名を記すが、1人の先祖の名しかない銘板が2面（「アミナダブ」と「ナフション」）あり、『最後の晩餐』制作時に失われた銘板のうちの1枚には4人の名が記されていた。また、名前の並べ方は、8人目の「アミナダブ」の名は南壁にあり、9人目の「ナフション」の名はその向かいの北壁にあるというように、互い違いに進んでいるが、26人目の「アモス」の次の「ヨシヤ」の名は向かい側ではなく隣のルネッタにあるなど、一貫性がない。

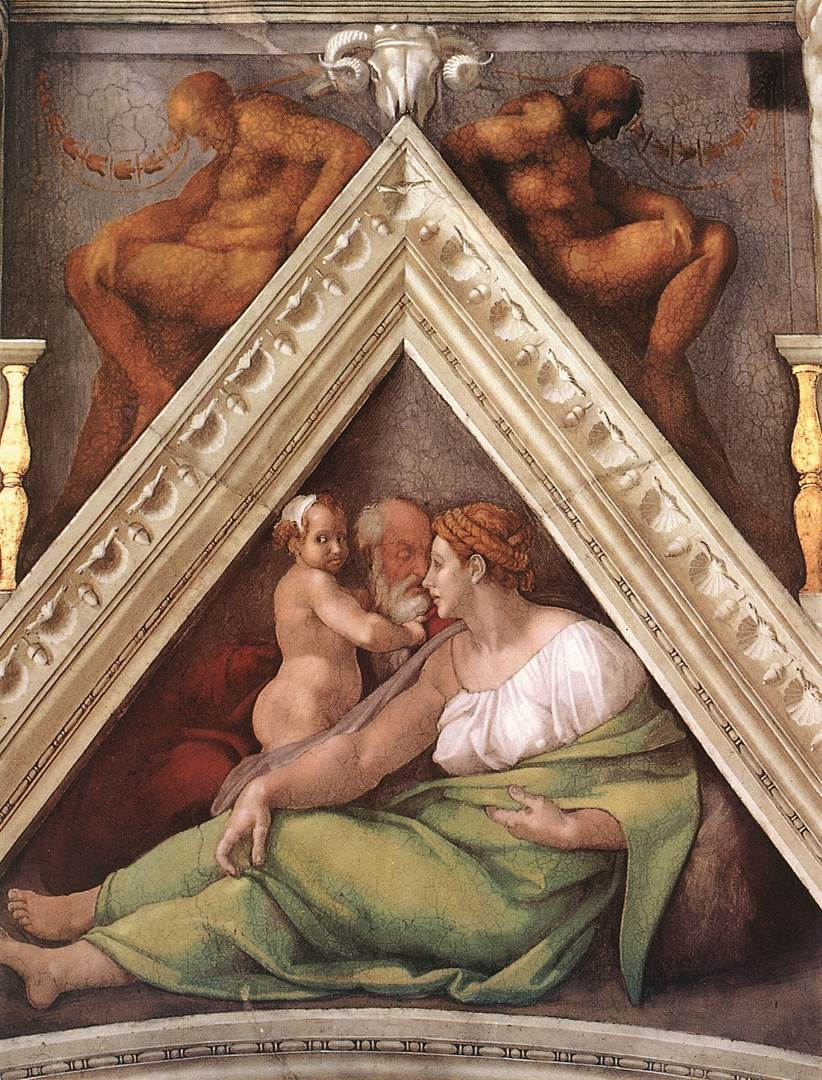
大部分のスパンドレルの構図は、伝統的な「エジプト逃避途上の休息」の画像に似ている。

ルネッタの銘板の左右には人物像が描かれ、人物が空間の大部分を占めている。どのルネッタでも、描かれているのは1組の家族であると思われるが、銘板に書かれた人名と絵の内容とは一致せず、描かれた各人物が誰を表しているのかを特定することはきわめて困難である。大部分の絵には幼児が描かれていることから、画中の男女は父と母であることを示唆するが、全てのルネッタがそうだというわけではない。スパンドレルに描かれた人物像（主に母と子）と、その直下のルネッタに描かれた人物像のつながりも不明確である。スパンドレルでは、三角形画面という制約のため、どの絵でも人物は座っており、8つのうち6つのスパンドレルの構図は、伝統的な「エジプト逃避途上の休息」の画像に似ている。

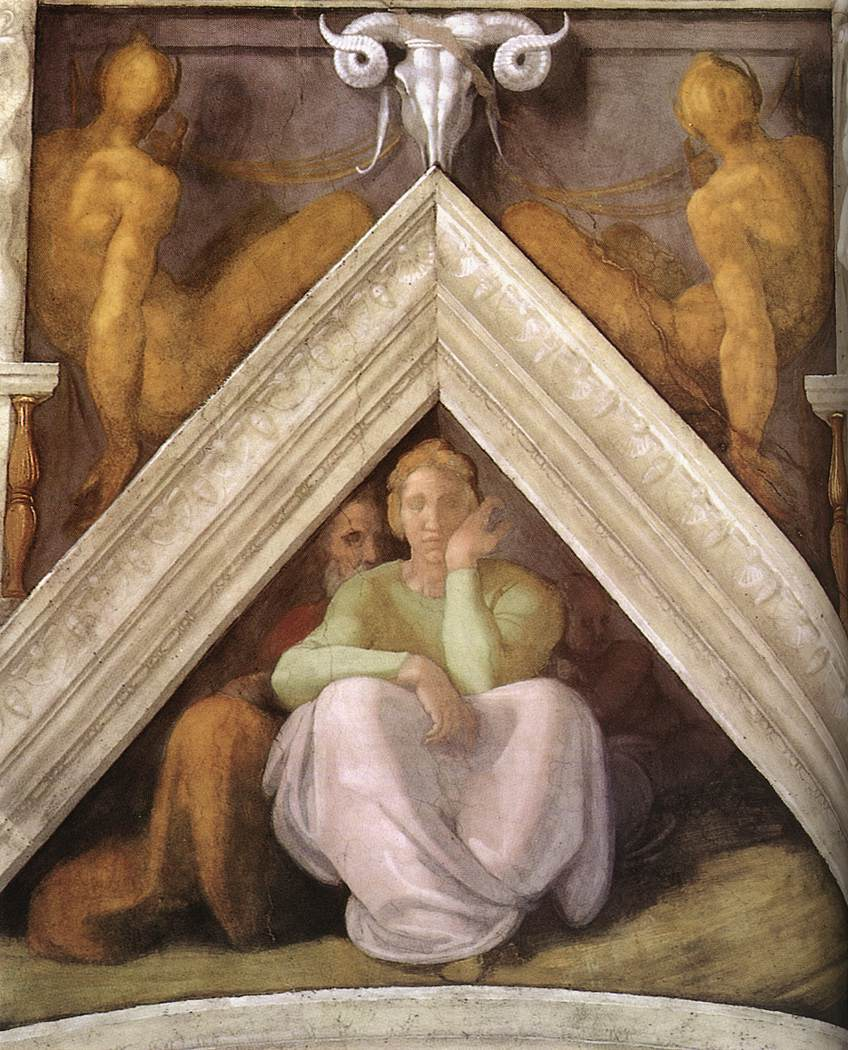
エッサイのルネッタ上の女性は救世主を身ごもることになる聖処女マリアを表すか。

残り2つのスパンドレルのうちの1つは、裁ちばさみを持ち、縫製中の衣服の首の部分を裁ち切ろうとしている女性が描かれている。幼な児がその様子をのぞいている。聖書に登場する女性のうち、わが子の新しい衣服を縫うとされているのは、サムエルの母であるハンナである。サムエルはやがて神に仕える身となるが、実際、この絵で女性の背後にいる男性像は司祭のものと思われる特徴的な帽子をかぶっている。ただし、これらの人物が実際誰であるのかは不明で、おそらくは直下のルネッタに描かれた家族像と関連するものであろう。
母子像以外の人物像をもつ今一つのスパンドレルでは、一人の若い女性が座り、預言者のような厳しい表情でこちらを凝視している。この女性は、聖処女マリアを表したものとも言われている。この女性像はキリストの先祖の一人であるエッサイの名を記した銘板の直上に位置している。「エッサイの株から芽が生じ、その根からは若枝が伸びるであろう」（＝エッサイの系統からやがて救世主が生まれるであろう）と預言されたこの人物は、これらの絵の背後にある伝統を知る上で鍵となる人物である。キリストの先祖の像をフレスコで表すことはまれであるが、このテーマはステンドグラスではよく取り上げられる。それはしばしば「エッサイの木」として表されるもので、横たわるエッサイの体から木が成長し、それぞれの枝にキリストの先祖たちが表されるものである。

#### 画風

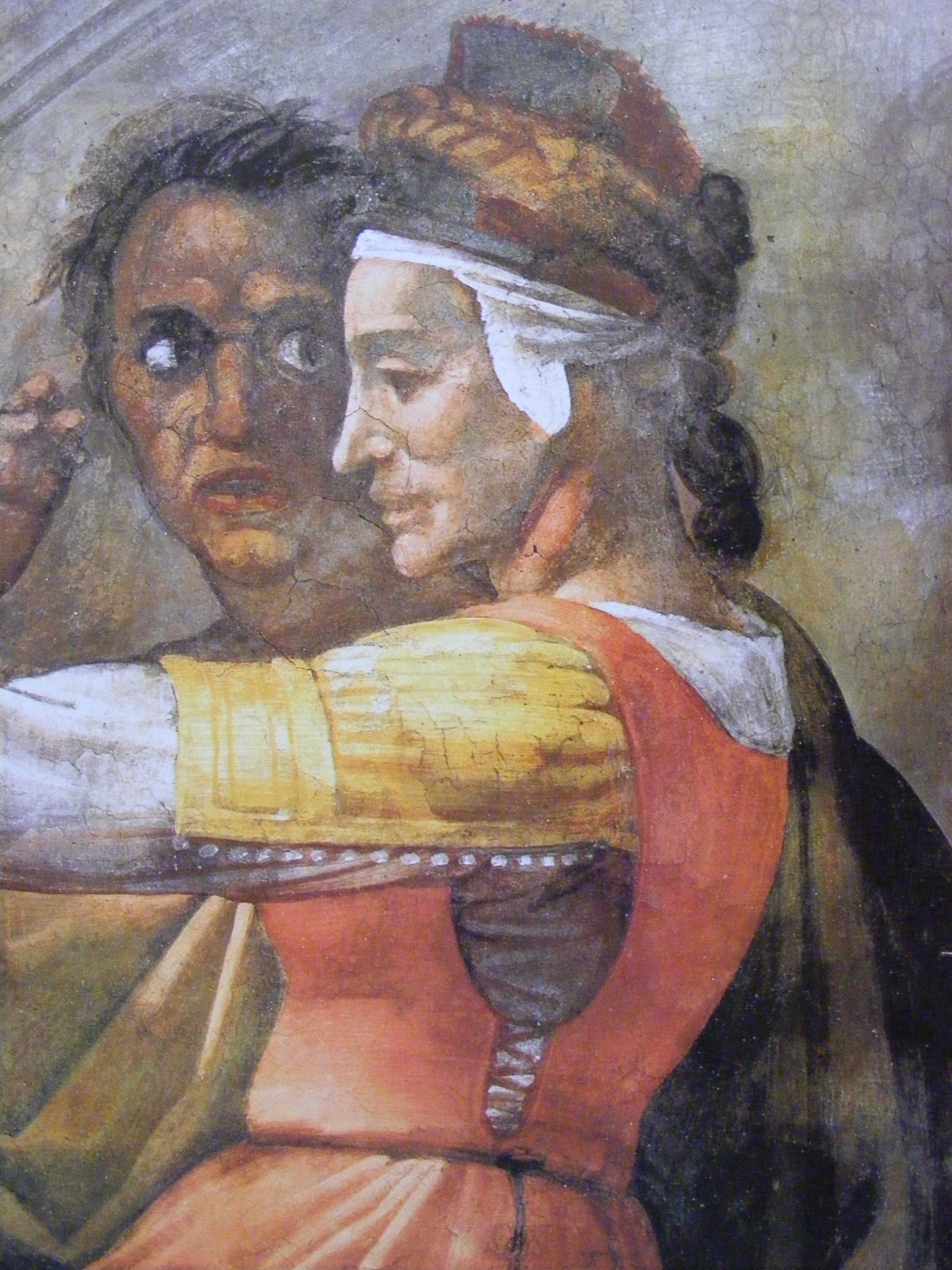
「エレアザル、マタン」のルネッタ（部分）

ルネッタに描かれた人物たちは家族を表すとみられるが、いずれの場合もそれは分断された家族である。家族たちは中央の銘板によって物理的に隔てられているだけでなく、さまざまな感情によって互いに背を向けあい、あるいは嫉妬、疑い、怒りなどの感情を自分自身に、あるいはパートナーの方へと向けている。これらの絵でミケランジェロは、人間の怒りや不幸を表現している。そして、これらの家族像を通して人間の本性につきものの問題点を鑑賞者に示し、人類は何ゆえ救世主イエス・キリストを必要とするのかを明瞭に示している。ルネッタの窮屈な空間で、人物は座り、うずくまり、待つほかない。
現存する14面のルネッタのうち、最初に描かれたと思われる2面、「エレアザル、マタン」と「ヤコブ、ヨセフ」がもっとも細かく描き込まれている。人物像は入口側から祭壇側に向かうにしたがって大きくなり、最後の方の絵の1つはわずか2日で仕上げられている。

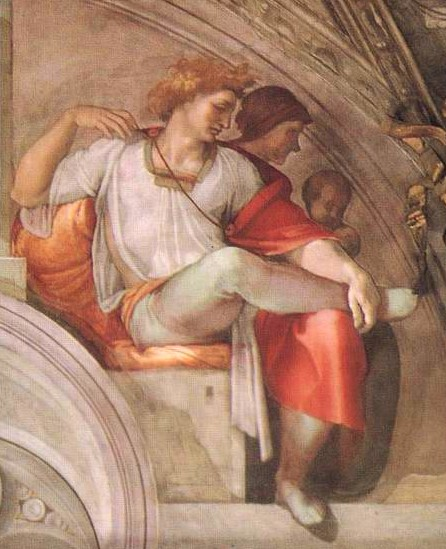
「エレアザル、マタン」のルネッタ（部分）

「エレアザル、マタン」のルネッタには、他の画面には見られないような、衣装の細部を念入りに表現した2人の人物像が見られる。ルネッタ左側の女性像は、ペンデンティヴの巫女像と同様にその衣装が念入りに表されている。女性のスカートは折り返されて、リネンのペチコートと、肌に喰い込む薄紫色のストッキングを留めているガーターをのぞかせている。彼女は小物入れを下げ、ドレスは脇の下の部分が編み上げになっている。銘板をはさんで反対側に座る男性像は、ルネッタに描かれた男性像の中で唯一美形に描かれている。この金髪の若者は白のシャツと薄緑のホーズ（男性用の脚にフィットしたズボン）を優雅に身に付け、ジャーキン（袖なしの短い上着）は着ずに赤の外套をはおる。この男性像は天井に描かれたイニューディ（青年裸体像）の1つによく似ているが、それとは対照的に、けだるく気取った様子のポーズで描かれている。
システィーナ礼拝堂の壁画・天井画修復が行われる以前には、ルネッタとスパンドレルの画面はもっとも汚れが激しかった。加えて、これらの窓に近い画面はハリネーション（明るい面に接した暗い面は見えにくくなる効果）により、日中は見えづらいという問題が常にあった。そのため、ミケランジェロの一般公開されている作品の中でも、これらの画面はもっとも知名度の低いものであった。しかし、修復によってオリジナルの画面がよみがえった結果、これらの画面における人間の本質への探求と人物像の革新的な描法が再び注目されるようになった。

### イニューディ

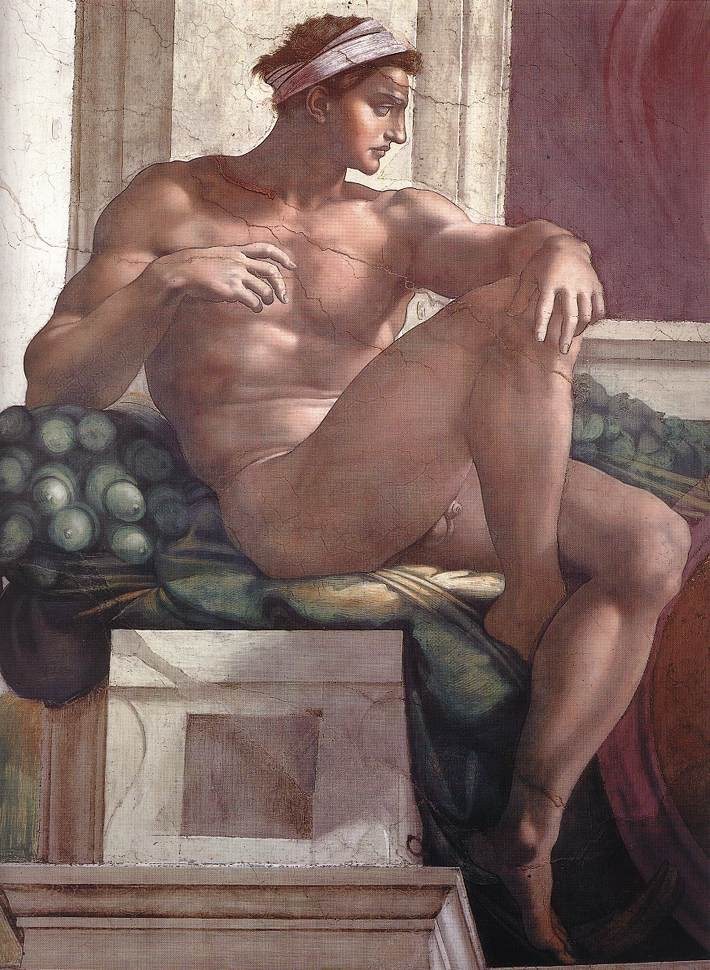
この印象的なイニュード（青年裸体像）は、天井画のうち、もっともよく紹介されるものの1つである。

イニューディ（単数形は「イニュード」）は、中央の天井画（創世記の場面）9面のうち、5つの小画面の四隅を支える者としてミケランジェロが描いた、20名の筋肉質の男性裸体像である。これらの像は、ピンク色のリボン、緑色のクッション、大きな樫の実の花冠など、さまざまな物を持ち、あるいは身につけ、もたれかかっている。樫の実はミケランジェロのパトロンであるユリウス2世の家系（デッラ・ローヴェレ家）のシンボルであり、ラファエロ作のユリウス2世像の椅子の柱頭飾りにも用いられている。
イニューディはすべて座るポーズであるが、前述のキリストの先祖たちの像とは異なり、のびのびとした姿勢で描かれている。各スパンドレルの上部に単色で表された一対の男性像および女性像が左右対称の同一ポーズを取るのに対し、イニューディたちのポーズは1体1体すべて異なっている。最初の頃に描かれた（入口に近い側の）イニューディは2体ずつがペアになり、バリエーションをつけつつも似たようなポーズをしている。バリエーションは後の方で描かれたものほど大きくなり、最後に描かれた4体（「光と闇の分離」の周囲に描かれる）では、各像のポーズには他の像との関連性が全くない。これらイニューディにおいては、ミケランジェロの解剖学と短縮法に対する習熟と、驚くべき創造力が天井画の他の像にもまして発揮されている。
これらの裸体像が何を表しているかは、いまだによくわかっていないが、「人間は万物の基準である」という古代ギリシアの思想を受け入れた人文主義的発想に合致したものであることは確かである。これらの像の存在と、その裸体であることは多くの批評家の怒りを招いた。中でも教皇ハドリアヌス6世は、天井画を「裸体のごった煮だ」と評し、天井からはがしたいと考えていた。
しかし、ミケランジェロは聖書に精通していた。彼は、熾天使（セラフィム）や智天使（ケルビム）は翼のある者として聖書に言及されているが、天使（エンジェル）はそうではなく、人間に似た者とされているという事実に気付いていたかもしれない。ミケランジェロが後に祭壇壁の『最後の審判』を描いた時、多くの（翼のない）天使を描いている。特にルネッタの、キリストの受難の象徴である十字架を運ぶ天使たちの場面がそうであり、死者を呼び起こすためにラッパを吹いたり、救われる者と呪われた者たちの名前が書かれた書物を示したり、罪ある者たちを地獄へ墜とそうとしている天使たちもいる。『最後の審判』には40体以上の天使が含まれるが、これらは皆、天井画のイニューディとよく似ている。
イニューディについては「人間の完全性」よりは「天使」を表現したものと結論づけることが妥当である。それは、天井画の表す最大のメッセージは、人類の苦難と堕落ということだからである。つまり、神と人との約束の必要性を述べているのである。モーセを通じてのイスラエルの子らに対する古い約束（旧約）と、救世主イエスを通じての新しい約束（新約）については、すでに礼拝堂の側壁に描かれている。イニューディが実際に天使だとするならば、彼らは神のもとに常に仕える侍者であり使者であって、人類の運命を冷厳に見守り待ち受ける者たちなのである。

## 様式の分析と後世への芸術的遺産

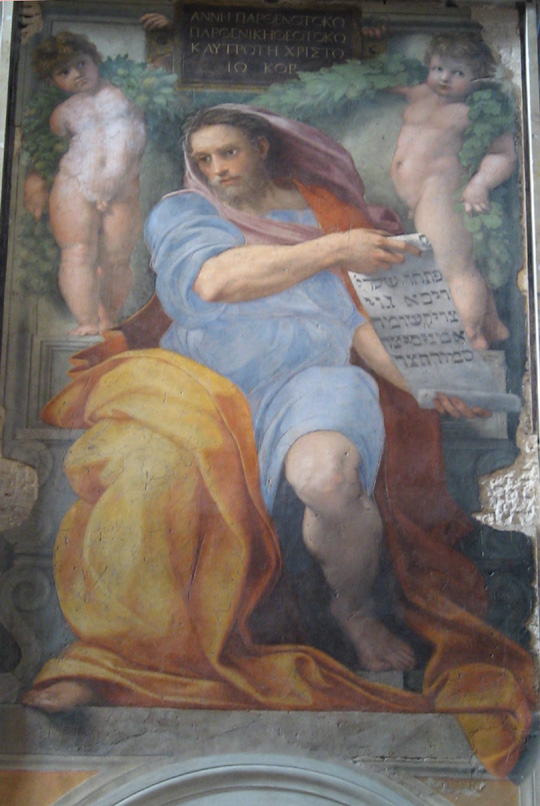
ラファエロのイザヤ像はミケランジェロの預言者像の様式を模して描かれた

ミケランジェロは、15世紀のフィレンツェで活動した偉大な画家や彫刻家たちの後継者であった。彼がはじめに修業したのは、卓越したフレスコ画家であったドメニコ・ギルランダイオの下であった。ギルランダイオは、サンタ・トリニータ教会サセッティ礼拝堂及びサンタ・マリア・ノヴェッラ教会トルナブオーニ礼拝堂の一連のフレスコ画で知られ、システィーナ礼拝堂側壁のフレスコ画制作にも参加している。さらにミケランジェロは初期ルネサンス期のフィレンツェが生んだ2人の高名なフレスコ画家・ジョットとマザッチョの作品を研究し、それにならって作画している。マザッチョが描いたエデンの園から追放されるアダムとエヴァの像（サンタ・マリア・デル・カルミネ聖堂ブランカッチ礼拝堂）は、天井画の裸体像全般、特に裸体像を用いて人間感情を伝えようとする場面に多大な影響を与えている。ヘレン・ガードナーは、ミケランジェロにおいては「人体とは、人の魂、あるいは心理状態や性格の発現にほかならないのだ」と述べている。
ミケランジェロはまた、ルカ・シニョレッリの絵画から影響を受けたこともほぼ間違いない。ルカ・シニョレッリの作品、特にオルヴィエート大聖堂の『罪されし者たち』『肉体の復活』などの画面には数多くの裸体と独創的な群像構成がみられる。ミケランジェロは、ボローニャでは、大聖堂の扉の周囲に施されたヤコポ・デッラ・クエルチャの浮彫彫刻を見ている。ミケランジェロの『エヴァの創造』の描写において、全体の構成、人物の形態、エヴァと創造主との関係についての比較的伝統的な解釈は、ヤコポのデザインをよく受け継いでいる。一方で、天井画の他の場面、なかんずく印象的な図像をもつ『アダムの創造』は、前例のない独創性を示している。

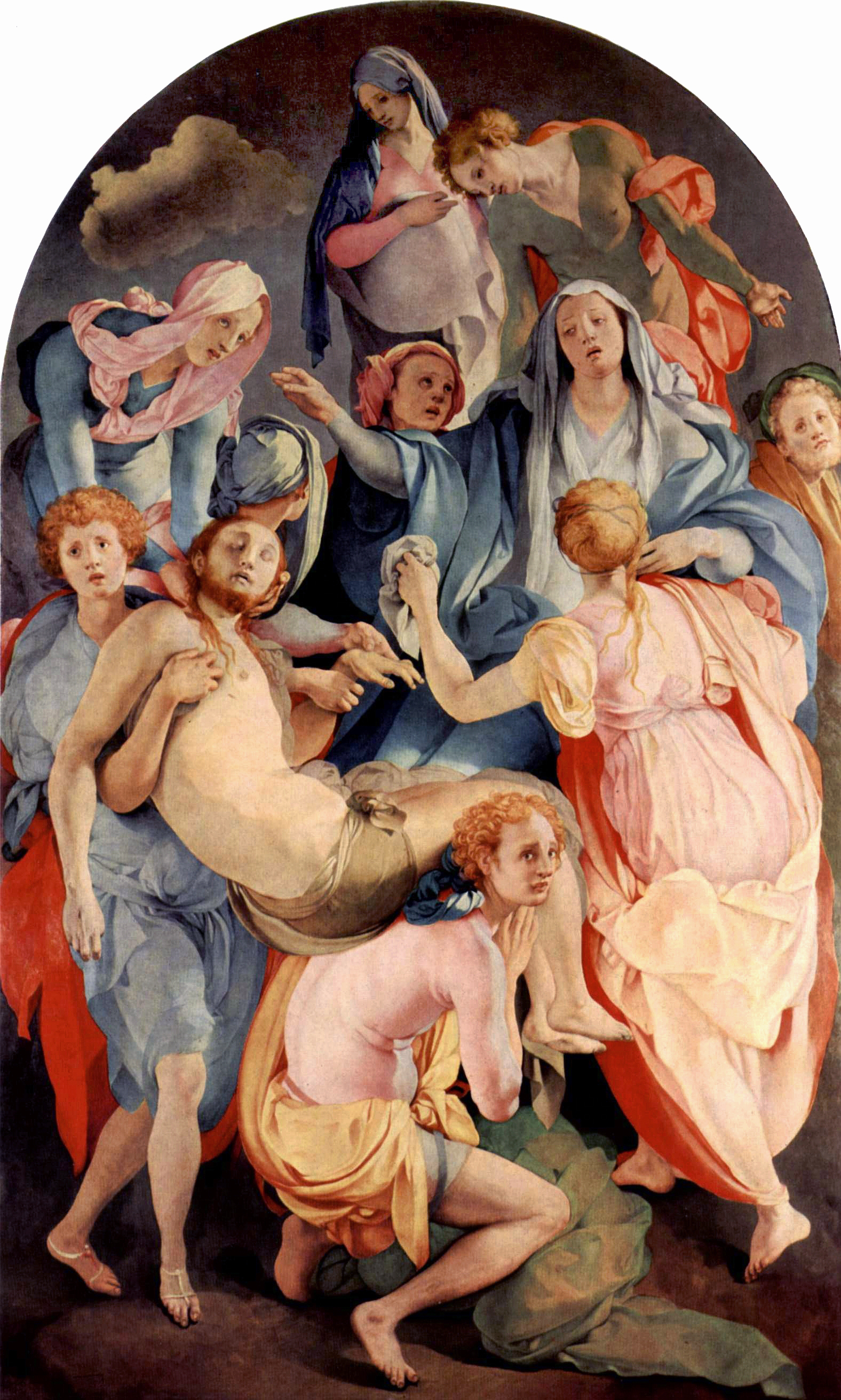
ポントルモ『十字架降架』 マニエリズムの様式はミケランジェロの画風をもとに発展した。

システィーナ礼拝堂天井画は、他の芸術家たちに多大な影響を与えることとなった。天井画完成前でさえ、その影響は大きかったのである。ヴァザーリは彼が執筆したラファエロ伝の中で次のように伝えている。礼拝堂の鍵を持っていたブラマンテは、ミケランジェロの不在中にラファエロを礼拝堂に招き入れ、天井画を観察させた。ミケランジェロ作の預言者像を見たラファエロは、自分が制作していたサンタゴスティーノ教会柱絵の預言者イザヤ像のところに戻った。ヴァザーリの伝えるところによれば、ラファエロはすでにできあがっていたイザヤ像を壁から削り落とし、ミケランジェロ風のより力強い様式で描き直したという。
見せかけの建築形態、筋肉質の人体表現、短縮法、人物のダイナミックな動き、目の覚めるような色彩感覚、一度見たら忘れられないルネッタの人物表現、プットーの豊富な表現など、この天井画のデザイン要素の中で、後の芸術家たちに模倣されなかったものはほとんどない。ガブリエーレ・バルツとエバーハルト・ケーニッヒは、イニューディ（青年裸体像）についてこう述べている。「これらのイニューディほど、永続的な影響を後の世代に及ぼしたイメージはない。これらと似たような人物像は無数の装飾美術 - 絵画、ストゥッコから彫像に至るまで - に登場している」。
天井画の作風は、ミケランジェロ自身の作品の中では、後年のよりマニエリスム風の強い『最後の審判』につながっていく。『最後の審判』の多人数の群像構成の中では、体をねじり、短縮法で描かれた人物が、裁かれた者たちの絶望や歓喜を表現しており、ミケランジェロの創造性が存分に発揮されている。
作品にミケランジェロの直接的な影響がうかがえる芸術家としては、ポントルモ、アンドレア・デル・サルト、コレッジョ、ティントレット、アンニーバレ・カラッチ、パオロ・ヴェロネーゼ、エル・グレコらがいる。
2007年1月、バチカン美術館の1日の入場者は約1万人であり、人々にもっとも人気があるのはシスティーナ礼拝堂の天井画であると発表された。バチカン当局は、新たに修復されたフレスコ画が傷むことを恐れ、入場時間の短縮、入場料の値上げ等により訪問者を減らす計画のあることを明らかにした。
すでにその500年前、ヴァザーリはこう書いていた。「（足場がはずされて）天井画が公にされると、世界中から人々が殺到した。天井画は一目見るだけで人々を驚嘆させ、言葉を失わせるに十分であった」。

## 引用集
ヴァザーリ

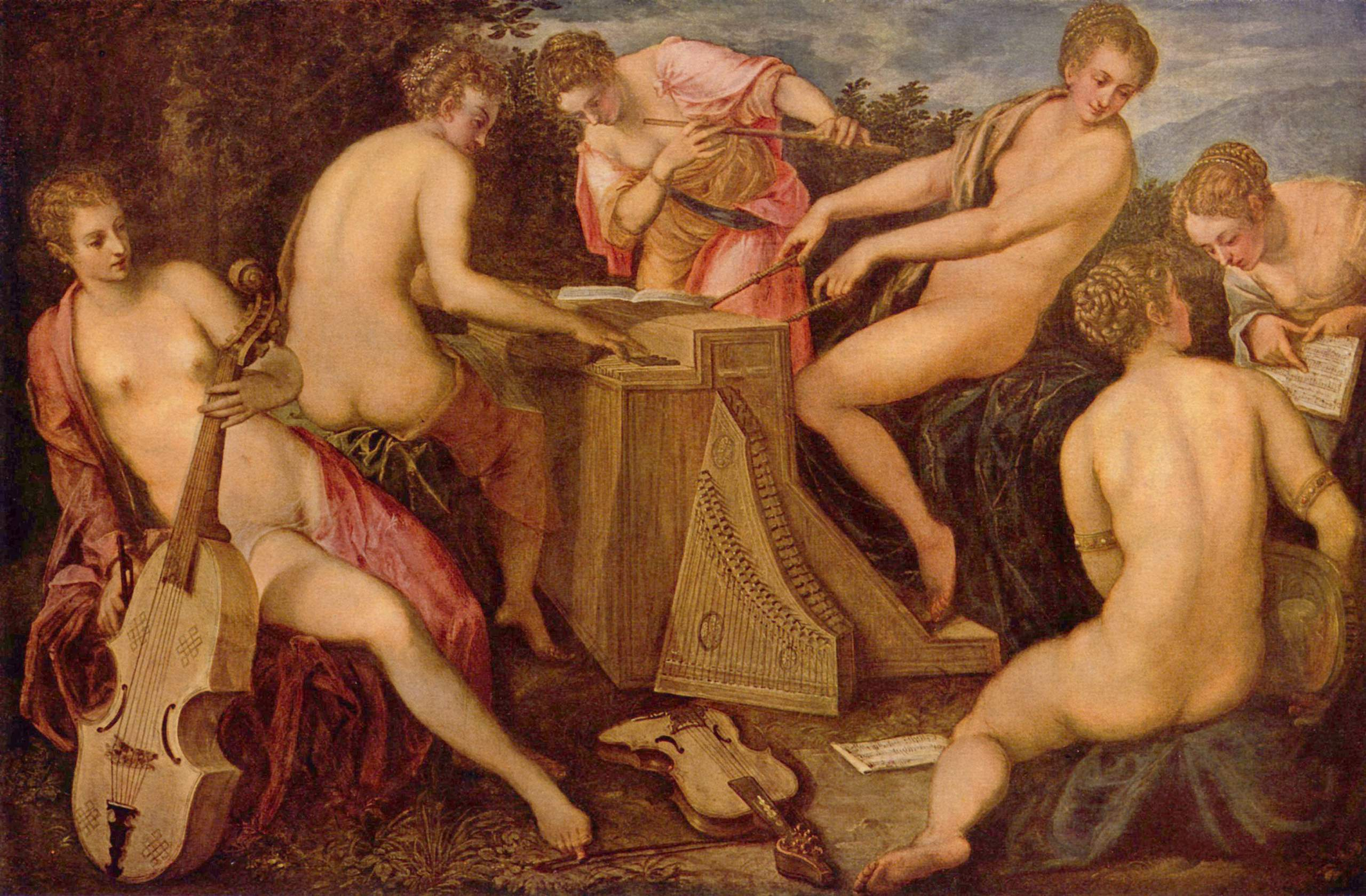
このティントレットの作品は、女性像ではあるが、礼拝堂のイニューディの影響が見られる。

この作品はまさにわれわれの芸術の道しるべであり、全ての画家にとって計り知れない恵みであって、何世紀もの間、暗闇に沈んでいたこの世界に再び光をもたらすものだ。実際、画家たちはこれ以上、新たな工夫、斬新な考え方、新鮮な表現方法、変わった構図、崇高な題材などを求める必要がもはやない。なぜなら、この作品は今述べたような要素について、人間が達成可能な頂点をすべて含んでいるからだ。
ヴァルデマー・ヤヌシャック
美術評論家でテレビ・プロデューサーのヴァルデマー・ヤヌシャックは、近年の天井画洗浄に際してこう述べている。「私は、バチカンの関係者で、日本のテレビ局の取材対応をしていた男に頼み込んで、修復中の足場に上らせてもらった。2、3回上らせてもらい、テレビ用の容赦なく照らす明るいライトのもとで、本物のミケランジェロに出会うことができた。本当に間近で見たので、ミケランジェロの筆から抜け落ちた毛が絵具にからまっているのも見たし、余白に彼が残した薄汚れた指紋も見た。私がまず感動したのは彼の描くスピードだ。ミケランジェロの仕事はまるでシューマッハ並みのペースだ。有名なアダムの小さな陰茎はひと筆で捉えられている。たったひと筆で人類初の男性の象徴が誕生したのだ。また、彼のユーモアのセンスも楽しいものだ。間近で見ると驚くほど子どもじみたものなのだが、天井画のクマエの巫女という恐ろしげな像の脇に控える天使をよく見ると、2本の指の間から親指を突き出す、意味不明のみだらなジェスチャーをしている。今でもイタリアのサッカーの試合で、相手チームのファンにお見舞いするあのジェスチャーだ。」
ガブリエーレ・バルツとエバーハルト・ケーニッヒ
あらゆる経験知が、すでに失われた古典古代の過去の栄光に基づいたものだった世界に、彼は新たな始まりを築いた。ミケランジェロはラファエロやレオナルドさえもしのぐ水準の芸術的天才を体現し、人類とその可能性の根底から変革されたイメージを表した。
教皇ヨハネ・パウロ2世
ミケランジェロは、彼なりに、想像力をかきたてる『創世記』の言葉に従おうとしたように思われる。『創世記』は、人類、男と女の創造についてこう述べている。「男とその妻はどちらも裸体であったが、それを恥とは感じなかった」。
システィーナ礼拝堂はまさしく、こう言ってよければ、人体の神学の聖地である。神により男と女として創造された人類の美を証しつつ、この礼拝堂は、ある意味で、変容した世界、復活したキリストにより齎される世界への希望を表現する・・。
ミケランジェロ
渇望する明敏な目に映る
この地上に見ゆるいかなる美も
聖なる源の似姿なり
われらは皆そこから来たり

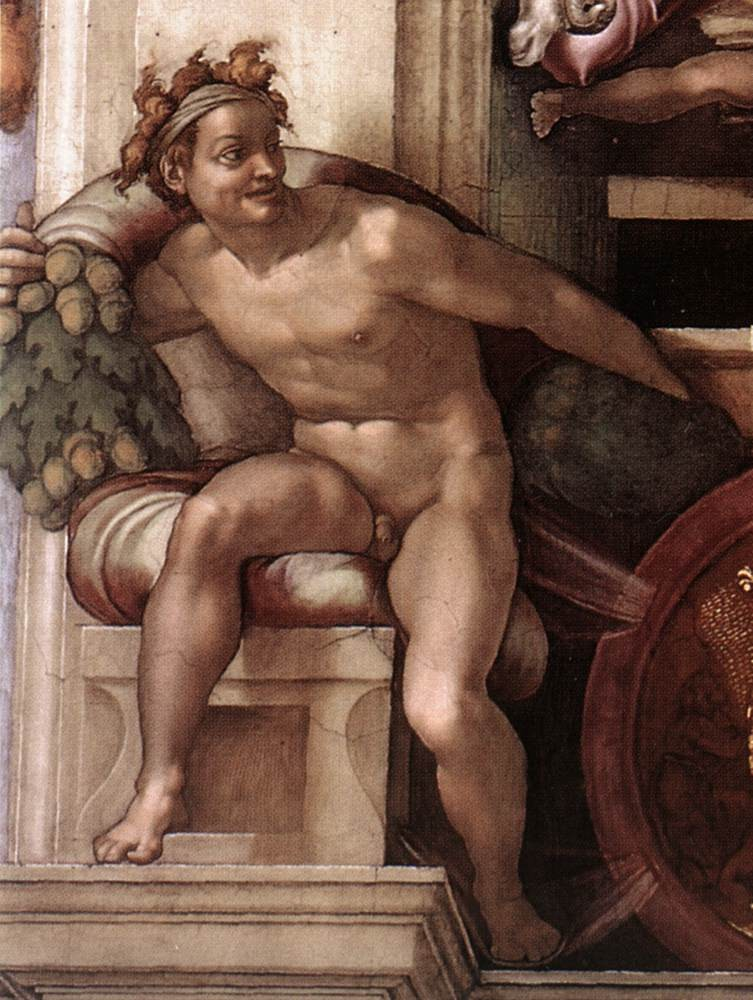
「神により男と女として創造された人類の美を証しつつ・・。」（ヨハネ・パウロ2世 (ローマ教皇)）

かくしてのみ、われらは天国を垣間見ることを得る

## 修復
システィーナ礼拝堂のフレスコ画は1980年6月から1999年12月にかけて修復された。これに先立ち、1979年には修復に使用する溶剤等の事前試験が行われている。
修復はミケランジェロの描いたルネッタの部分から開始され、これは1984年10月に終了した。続いて天井画の修復は1989年12月に終わり、その次には祭壇壁の『最後の審判』の修復が開始された。修復されたフレスコの除幕式は1994年4月8日、ヨハネ・パウロ2世によって行われた。修復はジャンルイージ・コラルッチ、マウリツィオ・ロッシ、ピエルジョルジョ・ボネッティ、ブルーノ・バラッティらの修復師のチームによって実施された。修復の最終段階は、礼拝堂側壁のボッティチェッリ、ギルランダイオ、ペルジーノらのフレスコで、これらは1999年12月11日に除幕された。
修復によって煤や汚れが除去され、オリジナルのフレスコの明るいパステル調の色彩がよみがえったが、この修復には賛否両論があった。批判的な人々の中には、汚れの除去によってミケランジェロのオリジナルの筆跡の多くが消えてしまったと考える人、汚れも歴史の一部で、芸術への冒涜と信じる人、極端なものになると「ペンキをぶっかけて芸術を破壊した」と（事実無根の）中傷をする人もいた。これに対し、美術館側は「このままではまもなくフレスコ画の全てが失われる。この先、半永久的に壁画を残すために、今実行しなければならない」と批判を一蹴した。
（脚注は未訳）